# Zara
Zara (in croato Zadar; in serbo Задар?, Zadar; in ungherese Zára; in dalmatico: Jadera) è una città della Croazia che si trova nella Dalmazia settentrionale lungo il Medio Adriatico. Si affaccia sulle isole di Ugliano e Pasmano, dalle quali è separata dallo stretto di Zara. Capitale storica della Dalmazia, pur essendo stata da tempo superata da Spalato per numero di residenti, conta 70 779 abitanti.
Fondata nel IX secolo a.C. dai Liburni, una tribù illirica, divenne prima municipio romano con il nome Iadera e poi colonia romana probabilmente già sotto Cesare. Dopo la caduta dell'Impero romano d'Occidente e la distruzione di Salona, agli inizi del VII secolo Zara diventa la capitale della provincia bizantina della Dalmazia, poi Ducato di Dalmazia. Il controllo bizantino fu conteso sino al X secolo da Goti, Franchi e in seguito dai Croati.
Per secoli Zara fu una delle città più importanti della Repubblica di Venezia, di cui fece parte dall'anno mille fino alla sua caduta, che avvenne nel 1797. Dopo una breve parentesi napoleonica fu dominata dagli austriaci fino ai primi del Novecento, divenendo capitale del Regno di Dalmazia. In seguito alla prima guerra mondiale la città divenne un'exclave italiana, capoluogo della provincia di Zara, circondata dalla Dalmazia jugoslava.
Nel corso della seconda guerra mondiale fu gravemente colpita dai bombardamenti aerei e, in seguito al trattato di pace del 1947, fu ufficialmente annessa alla Jugoslavia. Dal 1991, dissoltasi la repubblica jugoslava, fa parte della Croazia ed è oggi il capoluogo della regione zaratina, sede universitaria e arcivescovile.
Zara, fino alla dissoluzione della Jugoslavia era una delle città economicamente più sviluppate della costa dalmata, primato che tuttora conserva, vista la presenza di fabbriche di svariati rami industriali. Questa versatilità ha consentito a Zara di riprendersi relativamente rapidamente dopo la guerra d'indipendenza croata. Il porto di Zara, che è adibito sia al traffico turistico sia a quello merci, è diventato uno dei porti più trafficati della Croazia con una costante tendenza di crescita visto che offre un collegamento diretto tra l'Italia, la Croazia e il resto dell'Europa centrale.
Fino al 1947 la componente di lingua e cultura italiana costituiva la maggioranza della popolazione, ma la gran parte di essa abbandonò la città in seguito ai bombardamenti alleati durante la seconda guerra mondiale e successivamente per la persecuzione etnica e politica. Oggi sopravvive in città solo una piccola minoranza italofona di dalmati italiani, riunita nella locale Comunità degli Italiani.
Le fortificazioni risalenti all'epoca della Repubblica di Venezia presenti a Zara sono state inserite nell'elenco dei Patrimoni dell'Umanità dell'UNESCO nel circuito storico e culturale delle opere di difesa veneziane tra XVI e XVII secolo: Stato da Terra-Stato da Mar occidentale.

## Geografia fisica

### Territorio

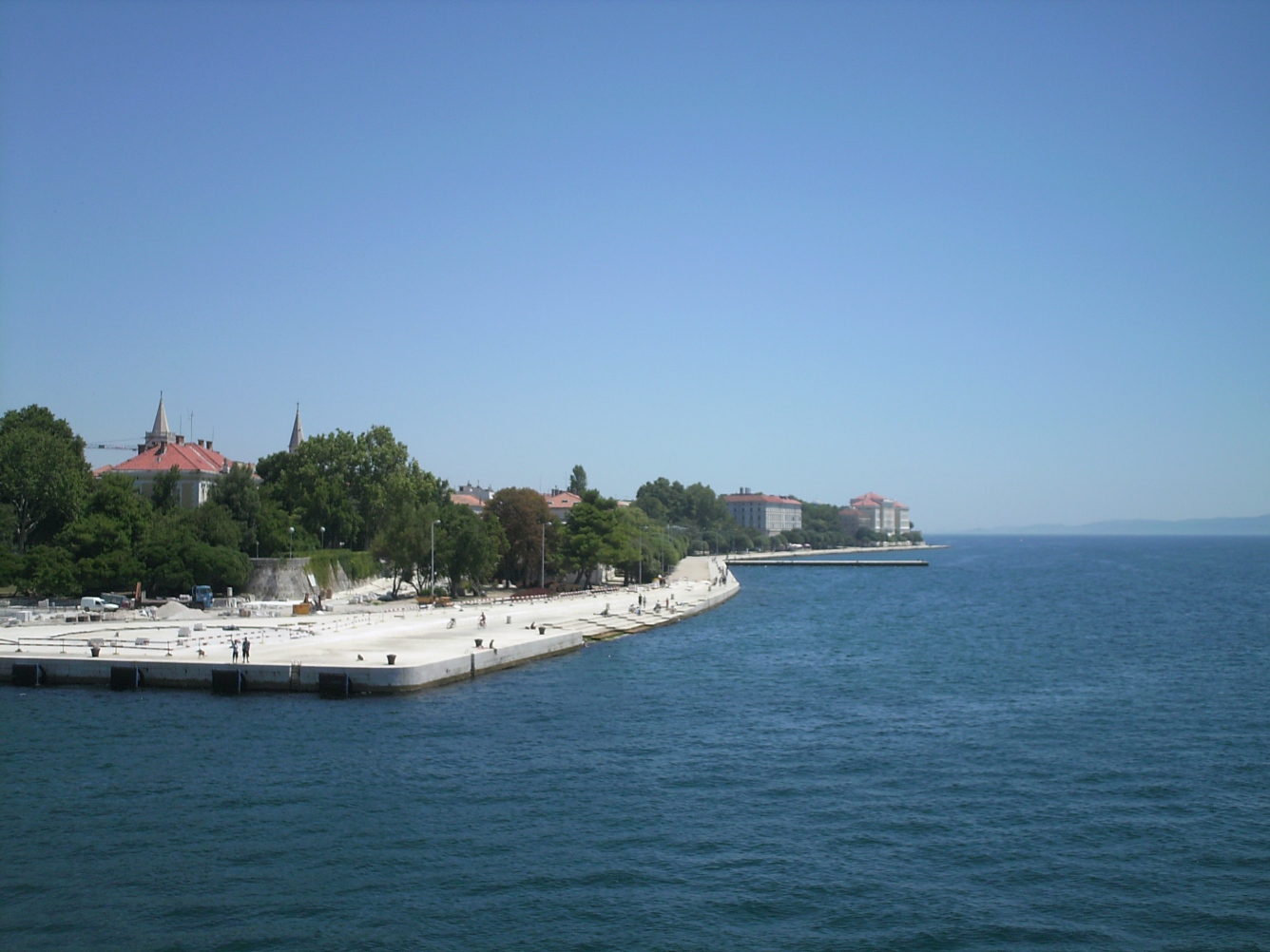
Zara vista dal mare

Zara si trova nella Dalmazia centrale lungo il Medio Adriatico. Si affaccia sulle isole di Ugliano e Pasmano, dalle quali è separata dallo stretto di Zara. Il promontorio su cui sorge la città vecchia era separato dalla terraferma da un profondo fossato che è stato poi colmato. La baia naturale, che è situata a nord-est della città, è molto ampia.

### Clima
Il clima di Zara è una fusione tra il clima subtropicale umido e il clima mediterraneo (classificazione dei climi di Köppen), tant'è che in un solo un mese estivo si registrano meno di 40 millimetri di pioggia, il mese di luglio. Il clima di Zara è caratterizzato da inverni miti e umidi e da estati molto calde e umide. Le precipitazioni medie annue superano i 917 mm.
Luglio e agosto sono i mesi più caldi, con temperature medie intorno ai 29-30 °C. Le temperature possono raggiungere costantemente i 30 °C durante i mesi estivi. Le temperature inferiori a 0 °C sono rare e non vengono mantenute per più di qualche giorno. Gennaio è il mese più freddo, con una temperatura media intorno ai 7,7 °C. Ottobre e novembre sono i mesi più piovosi con una precipitazione totale, rispettivamente, di circa 114 mm e 119 mm. Luglio è il mese più secco, con una precipitazione totale di circa 35 mm, mentre l'inverno è la stagione più piovosa. La neve è estremamente rara.
I dati climatologici salienti di Zara sono
| Zara                         | Mesi  | Mesi  | Mesi  | Mesi  | Mesi  | Mesi  | Mesi  | Mesi  | Mesi  | Mesi  | Mesi  | Mesi  | Stagioni | Stagioni | Stagioni | Stagioni | Anno    |
| Zara                         | Gen   | Feb   | Mar   | Apr   | Mag   | Giu   | Lug   | Ago   | Set   | Ott   | Nov   | Dic   | Inv      | Pri      | Est      | Aut      | Anno    |
| ---------------------------- | ----- | ----- | ----- | ----- | ----- | ----- | ----- | ----- | ----- | ----- | ----- | ----- | -------- | -------- | -------- | -------- | ------- |
| T. max. media (°C)           | 10,8  | 11,3  | 13,6  | 16,6  | 21,3  | 25,2  | 28,2  | 28,2  | 24,3  | 20,0  | 15,1  | 11,9  | 11,3     | 17,2     | 27,2     | 19,8     | 18,9    |
| T. media (°C)                | 7,3   | 7,5   | 9,7   | 12,9  | 17,5  | 21,3  | 23,9  | 23,7  | 19,9  | 15,9  | 11,4  | 8,5   | 7,8      | 13,4     | 23,0     | 15,7     | 15,0    |
| T. min. media (°C)           | 4,3   | 4,3   | 6,3   | 9,3   | 13,5  | 17,0  | 19,3  | 19,3  | 16,0  | 12,5  | 8,3   | 5,5   | 4,7      | 9,7      | 18,5     | 12,3     | 11,3    |
| T. max. assoluta (°C)        | 19,4  | 22,2  | 25,5  | 29,5  | 34,0  | 37,8  | 39,0  | 39,7  | 35,0  | 31,2  | 25,0  | 21,7  | 22,2     | 34,0     | 39,7     | 35,0     | 39,7    |
| T. min. assoluta (°C)        | −9,1  | −6,4  | −6,8  | 0,5   | 3,4   | 8,2   | 12,7  | 11,5  | 8,0   | 2,3   | −1,8  | −6,5  | −9,1     | −6,8     | 8,2      | −1,8     | −9,1    |
| Precipitazioni (mm)          | 72,6  | 62,5  | 63,5  | 70,0  | 64,7  | 54,4  | 30,4  | 49,6  | 104,0 | 106,7 | 105,6 | 95,2  | 230,3    | 198,2    | 134,4    | 316,3    | 879,2   |
| Giorni di pioggia            | 10,0  | 8,5   | 8,9   | 10,4  | 9,5   | 8,2   | 5,3   | 5,9   | 8,7   | 9,8   | 11,2  | 10,4  | 28,9     | 28,8     | 19,4     | 29,7     | 106,8   |
| Giorni di neve               | 0,5   | 0,2   | 0,1   | 0,0   | 0,0   | 0,0   | 0,0   | 0,0   | 0,0   | 0,0   | 0,0   | 0,2   | 0,9      | 0,1      | 0,0      | 0,0      | 1,0     |
| Umidità relativa media (%)   | 72,4  | 70,0  | 71,2  | 72,7  | 73,8  | 71,2  | 67,2  | 69,3  | 73,4  | 73,8  | 73,5  | 72,8  | 71,7     | 72,6     | 69,2     | 73,6     | 71,8    |
| Ore di soleggiamento mensili | 114,7 | 146,9 | 186,0 | 207,0 | 275,9 | 303,0 | 350,3 | 322,4 | 246,0 | 182,9 | 123,0 | 108,5 | 370,1    | 668,9    | 975,7    | 551,9    | 2 566,6 |

## Origini del nome

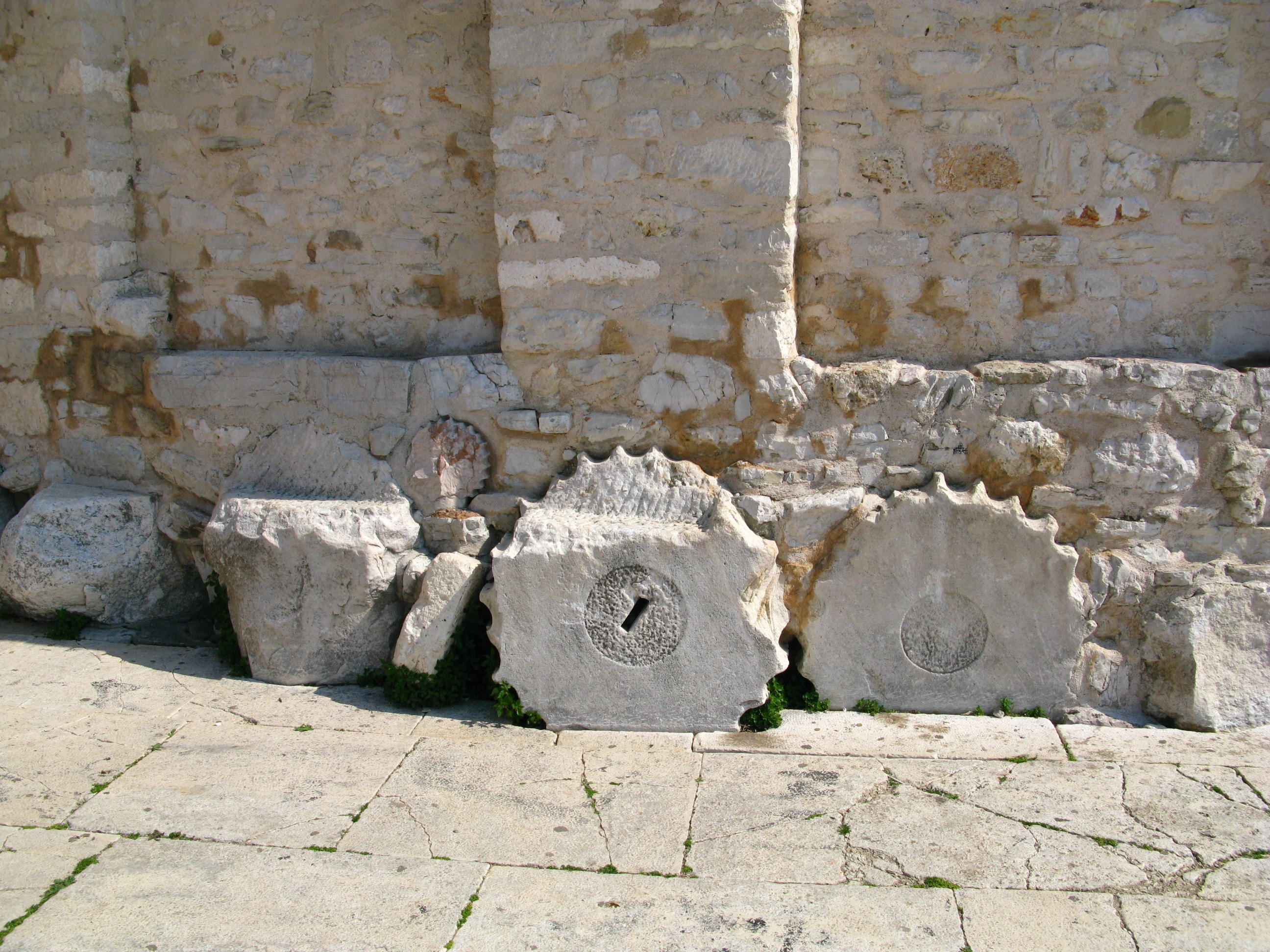
Particolare del muro perimetrale della chiesa di San Donato, dove si possono notare pietre, in questo caso tronconi di colonne, del Foro di Zara, che sono state utilizzate per edificare l'edificio sacro zaratino

Il nome di Zara viene riportato per la prima volta per iscritto su un'iscrizione in greco antico scolpita su un reperto archeologico risalente al 384 a.C. trovato a Cittavecchia, centro abitato situato sull'isola di Lesina in Dalmazia. Gli abitanti di questo primigenio insediamento che ha dato poi origine alla moderna Zara, che fu fondato dai Liburni, sono chiamati Ίαδασινοί (Iadasinoi). Secondo invece il Periplo di Scilace, antico periplo greco possibilmente databile tra la fine del VI secolo a.C. e il principio di quello successivo, la futura Zara è chiamata Ίδασσα (Idassa), denominazione nata probabilmente da una trascrizione greca dell'originale nome liburniano.
In latino il nome è riportato invece in due forme: Iàdera nelle iscrizioni, negli scritti degli scrittori classici, mentre tra gli scrittori della tarda antichità gli abitanti sono chiamati Iàdestini e Iàdertini. L'accento, nei nomi latini di Zara, era sulla prima sillaba: ciò influenzò le denominazioni della città in lingua dalmatica, ovvero Jàdra, Jàdera e Jàdertina, dove l'accento era sempre sulla prima sillaba. In lingua dalmatica Jàdra e Jàdera era pronunciata Zàdra e Zàdera. Ciò si è riflesso anche nel nome italiano "Zàra" e nel nome croato "Zàdar". Quest'ultimo comparve per la prima volta nella forma Zàder su documenti del XII secolo.
I nomi in lingua dalmatica Jadra e Jadera hanno influenzato il nome della città anche in altre lingue e idiomi, come Jatara in dialetto veneziano del IX secolo, Zara o Giara in dialetto toscano, Diadora in tardo latino, Jadres in antico francese, Jādhara (جاذرة) e Jādara (جادرة) in arabo e Jazara, Jara o Sarra in antico catalano.
Fu durante il dominio della Repubblica di Venezia che l'antico Jadera divenne definitivamente Zara. Quest'ultimo nome comparve per la prima volta su documenti del XV secolo. Il nome veneziano Zara fu in seguito utilizzato durante la denominazione dall'Impero austriaco e nella successiva annessione della città dalmata al Regno d'Italia, che durò dal 1920 al 1947. Dopo il 1947, con il passaggio di Zara prima alla Jugoslavia e poi alla Croazia, il nome della città divenne, su tutti gli atti ufficiali, il croato Zadar.

## Storia

### La fondazione da parte dei Liburni, il periodo romano e la dominazione bizantina

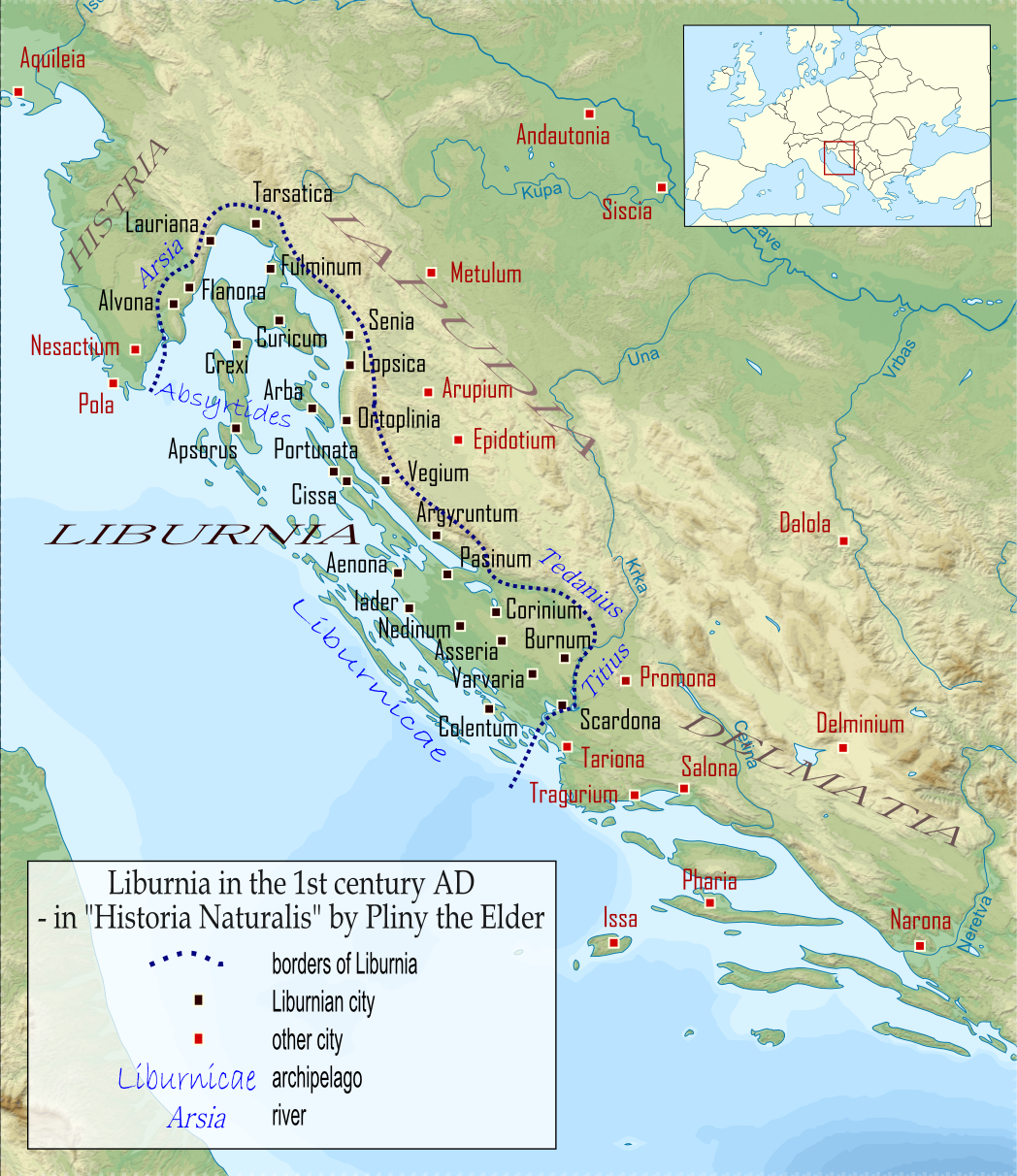
Zara (Iader) e le altre città della tetradecapoli liburnia al tempo della conquista romana

Nel IX secolo a.C. i Liburni, una tribù illirica, fondarono nel luogo dove sorge la moderna Zara un avamposto, poi trasformato in un piccolo centro abitato. I Greci ribattezzarono questo primigenio insediamento con il nome di Idassa. Dal 59 a.C. Idassa diventò un municipio romano con il nome Iadera. Con il tempo diventò una delle più importanti città della Liburnia, antica regione della costa nord-orientale del mare Adriatico appartenente alla provincia romana della Dalmatia.
Gli abitanti di Iadera combatterono al fianco di Gaio Giulio Cesare durante la guerra civile contro Gneo Pompeo Magno. Divenne poi colonia romana probabilmente già sotto Cesare (colonia Iulia). Numerose epigrafi latine testimoniano la prosperità raggiunta dalla città in epoca romana.
Dopo la caduta dell'Impero romano d'Occidente e la distruzione di Salona, agli inizi del VII secolo, Zara diventò la capitale della provincia bizantina della Dalmatia, poi diventata Ducato di Dalmazia. Il controllo bizantino fu conteso sino al X secolo da Goti, Franchi e infine dai Croati, che non riuscirono a scalfirlo.
Zara, in questo contesto, diventò una delle località dove si rifugiarono i Dalmati romanizzati, quando il resto del territorio dalmata fu interessato dalle invasioni barbare degli Avari e soprattutto dei Croati, che croatizzarono l'intera regione dalmata.

### Il primo periodo della Repubblica di Venezia (1000-1358)

Themata bizantini nel 1045

Intorno all'anno mille Zara, come la gran parte delle città della Dalmazia, offrì la propria sottomissione al Doge di Venezia, Pietro II Orseolo. Egli era, almeno formalmente, un Duca sottomesso all'Imperatore bizantino, impegnato con la propria flotta in una spedizione contro i pirati narentani e a riportare sicurezza in un territorio imperiale in un momento di debolezza del potere centrale.

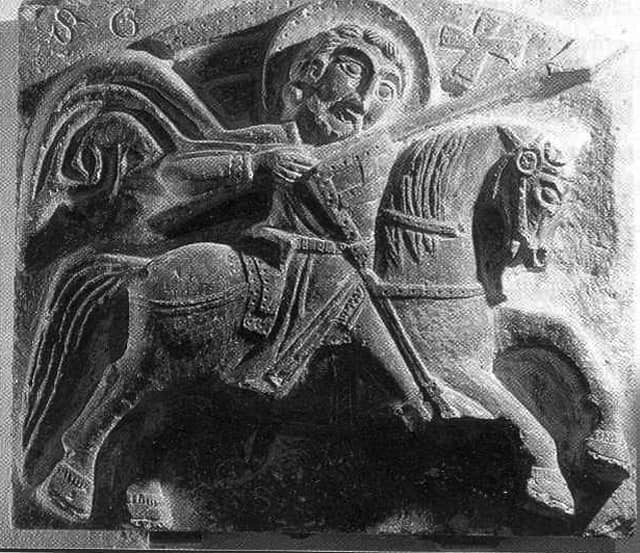
Scultura di San Crisogono, patrono di Zara, XII secolo

Nel 1004 lo stesso basileus Basilio II riconobbe la nuova condizione, assegnando ai dogi il governo su Zara e sul Ducato di Dalmazia, con il titolo di Duchi di Venezia e Dalmazia. I veneziani si limitarono a fondare in città nuovi fondachi commerciali, ma lasciarono sostanzialmente invariato l'ordinamento locale, richiedendo solo una sottomissione formale e la garanzia di forniture militari in caso di guerra.
Nella metà dell'XI secolo Zara cacciò il conte veneziano Orso Giustinian, consegnandosi a Pietro Cresimiro, re di Croazia, ma venne in breve riconquistata dal doge Domenico I Contarini, che vi lasciò in governo il figlio Marco. Il dominio veneziano venne nuovamente ribadito e rinforzato dai sovrani bizantini con l'assegnazione del titolo di Duchi di Venezia, Croazia e Dalmazia.
Nel 1114, tuttavia, il re Colomanno d'Ungheria, avendo quest'ultimo annesso già la Croazia, occupò Zara e parte della Dalmazia, vantandovi gli antichi diritti teorici dei sovrani croati, che si basavano sull'appartenenza di Zara alla regione geografica croata sebbene la città dalmata non vi fece mai ufficialmente parte, visto che i Croati furono sempre respinti.
Tornata in mano veneziana nel 1116, la città venne nuovamente assalita l'anno successivo da un'armata ungherese: la flotta veneziana, intervenuta in difesa del possedimento, venne respinta in uno scontro costato la vita allo stesso doge Ordelaffo Falier. La pace del 1118, però, confermava il possesso veneziano della città.

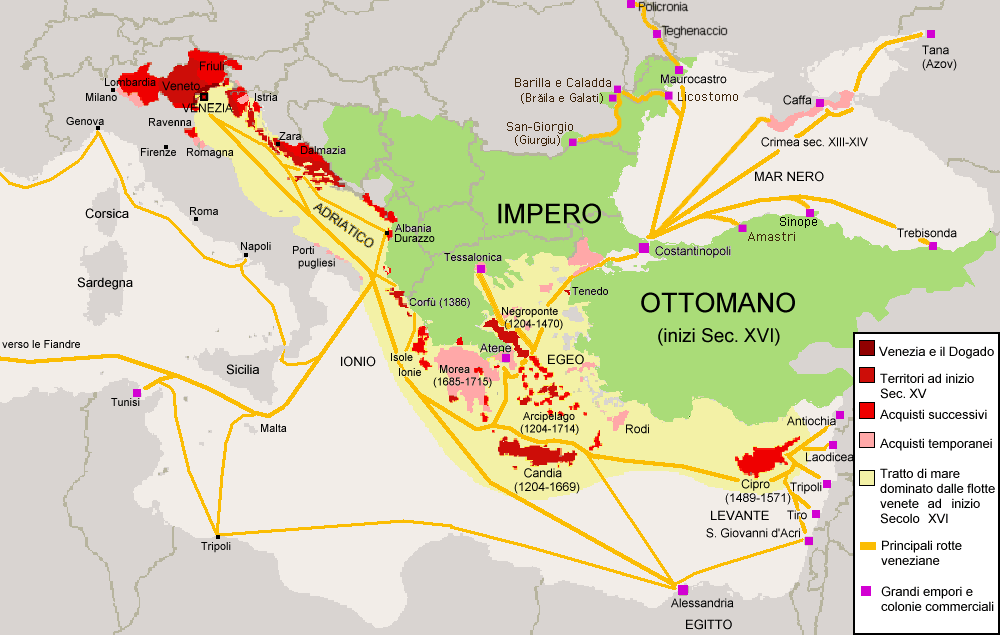
Mappa della rete commerciale, di cui Zara risultava uno snodo importante, e dei possedimenti della Repubblica di Venezia tra il XV e il XVI secolo, nel periodo di massima espansione

Nel 1123, tuttavia, approfittando dell'assenza della flotta veneta impegnata in Oriente, Stefano II d'Ungheria occupò l'intera Dalmazia veneziana, compresa Zaravecchia, ma non Zara. Nel 1125 l'armata navale veneziana, di ritorno da Oriente, rioccupò le città perdute, distruggendo Zaravecchia, che aveva opposto resistenza.
Nuovo Conte di Zara venne nominato Leachim Michiel, figlio del doge Domenico Michiel, che nel 1154 riuscì però a preservare solamente la città dalla nuova invasione ungherese della Dalmazia. In tale occasione il papa Anastasio IV concedeva il pallio all'arcivescovo zaratino Lampredo, riconoscendolo metropolita della Dalmazia. Tre anni dopo, però, il papa Adriano IV ordinava la sottomissione al patriarcato di Grado, provocando lo scoppio di sommosse e un forte scontento in città.
Tale situazione portò gli zaratini a consegnarsi nel 1161 a Stefano III d'Ungheria. La reazione di Venezia non si fece attendere e quello stesso anno Zara venne espugnata dal doge Vitale II Michiel, intervenuto con una flotta di trenta galee. Il doge pretese il giuramento di fedeltà da parte di tutti gli zaratini in grado di portare le armi e la piena sottomissione alla chiesa patriarcale di Grado, lasciando poi come conte Domenico Morosini.
Il dominio veneziano durò fino al 1183, quando la città passò nuovamente al Regno d'Ungheria, consegnandosi a Béla III. L'episodio provocò la prima guerra di Zara (1183-1203), che, a fasi alterne, si trascinò per un ventennio.

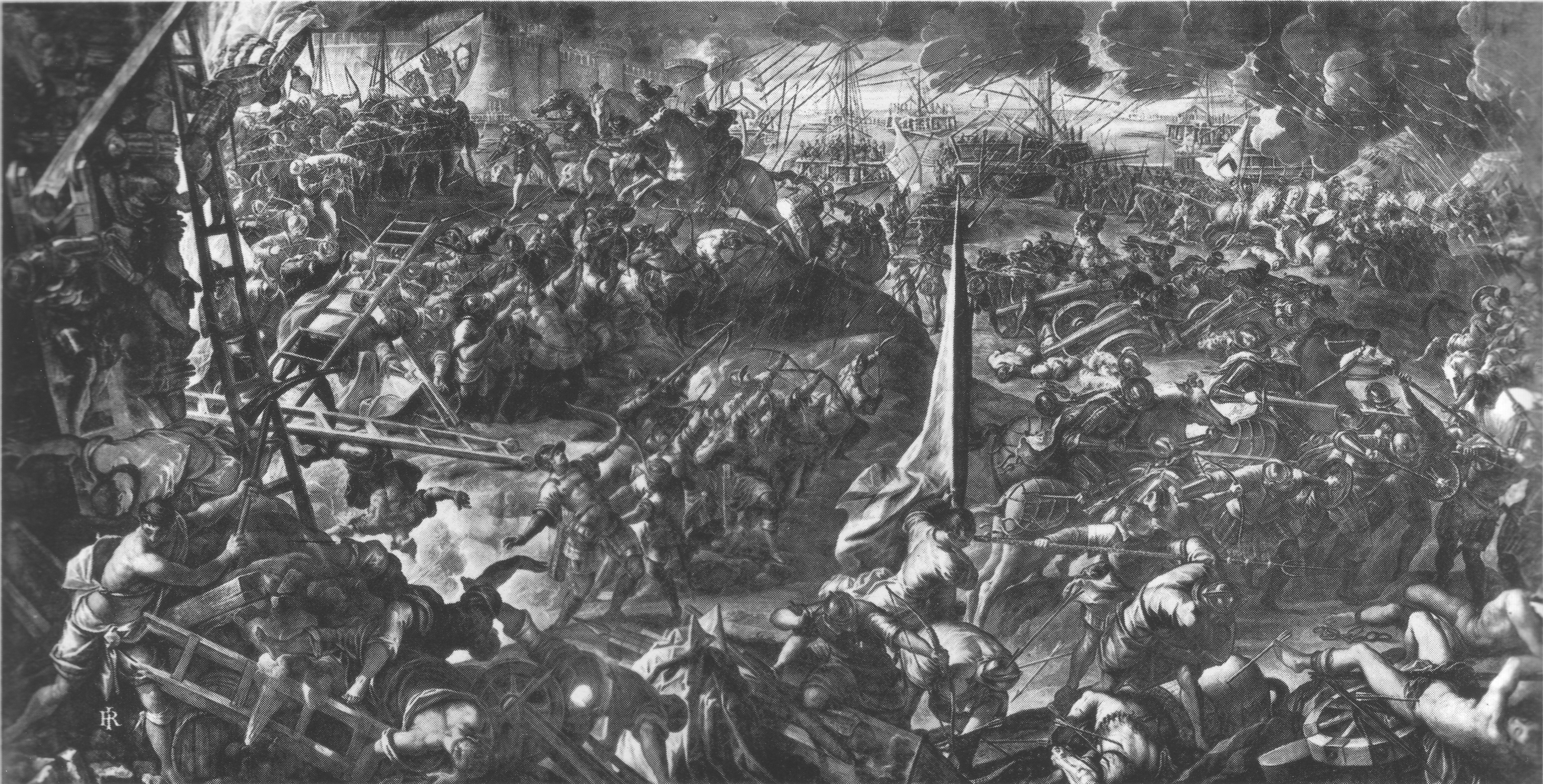
Assedio di Zara del 1202

Nonostante i ripetuti tentativi veneziani per sottometterla (1187 e 1193) la città rimase saldamente in mani ungheresi, godendo in questo periodo di una forte autonomia, stringendo accordi di alleanza con la Repubblica di Pisa e il Regno di Sicilia.
Il conflitto si concluse nel 1202 quando il doge Enrico Dandolo, esasperato dalla resistenza della città, le scatenò contro l'intera armata della quarta crociata, deviata nonostante le vibrate proteste del papa Innocenzo III, che giunse a scomunicare veneziani e Crociati, salvo poi ritirare la scomunica a questi ultimi poiché voleva che la crociata venisse portata a termine. Zara fu assediata e riconquistata.
Sebbene sottomessa Zara continuava a rimanere in fermento, poiché ambiva a essere autonoma come Ragusa di Dalmazia. Nel 1239 la città si sollevò, cacciando il conte Giovanni Michiel e imprigionando tutti i veneziani presenti in città. Venne però riconquistata da Giovanni Tiepolo, figlio del doge Jacopo.
Ancora nel 1242 una nuova rivolta spinse Zara in possesso dell'Ungheria, cacciando il conte Giovanni Michiel; ma l'anno successivo la flotta di Renier Zen la riprese. Questa volta Venezia provvide a inviare in città una colonia di Veneziani, per rafforzare il controllo sulla popolazione. Conte di Zara fu nominato Michiel Morosini.
Una nuova rivolta esplose nel 1311, portando a una nuova guerra di Zara. Nel 1312 il nuovo doge, Marino Zorzi, le inviò contro la flotta, ma invano: la città riuscì a difendersi. Nel 1313 l'assedio riprese e gli zaratini scelsero alla fine di stringere nuovi patti di sottomissione con Venezia.
Nel 1345 la città venne spinta all'ennesima rivolta da Luigi I d'Ungheria, provocando lo scoppio dell'ennesima guerra. Gli Ungheresi vennero disastrosamente battuti nel 1346 e la città fu costretta a implorare un nuovo perdono a Venezia.

### Il periodo ungherese (1358-1409)

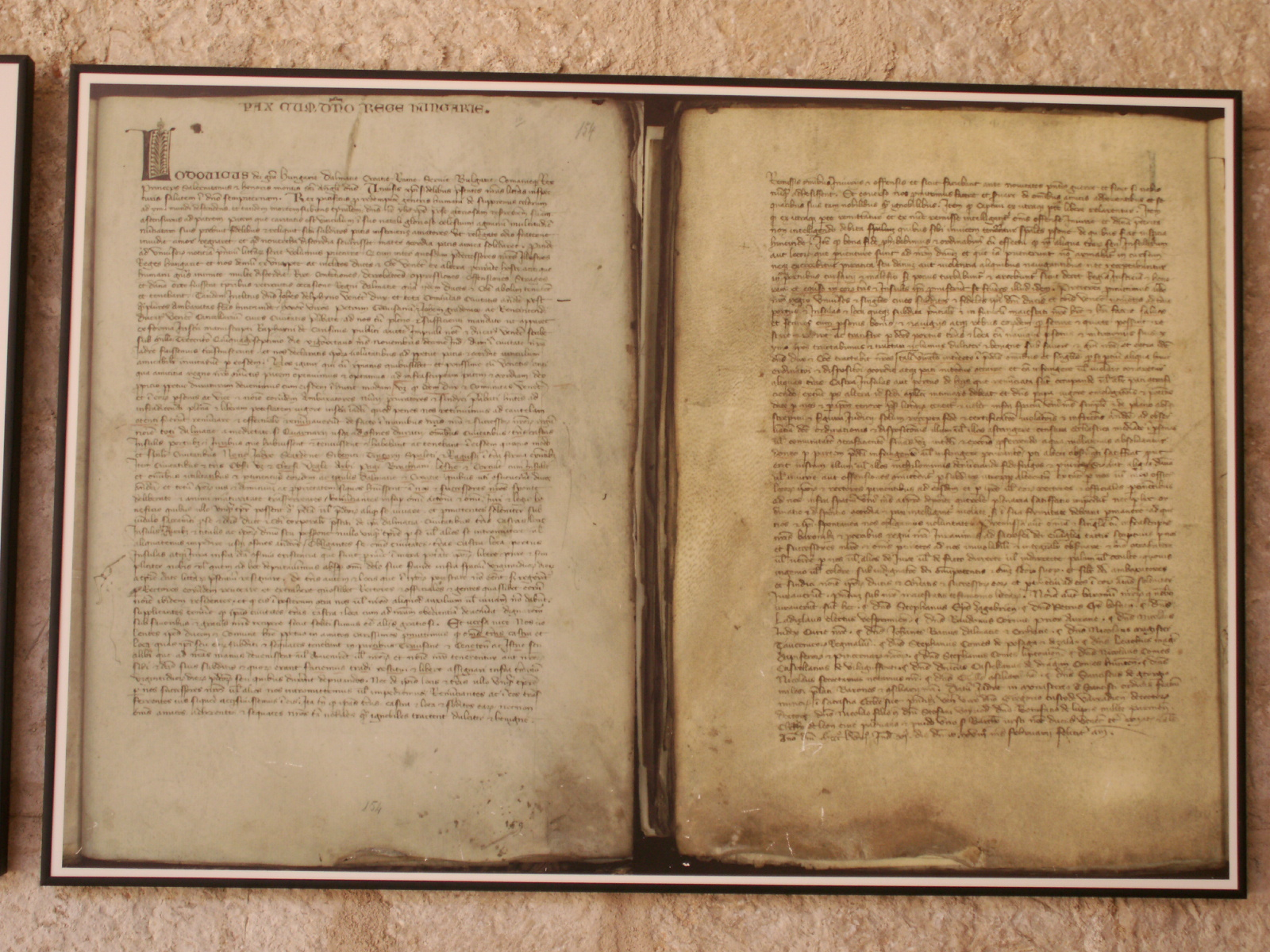
La pace di Zara del 1358

La vendetta di Luigi d'Ungheria giunse nel 1357: dichiarata guerra alla Repubblica di Venezia su tutti i fronti, l'esercito ungherese si presentò nuovamente sotto le mura di Zara.
La città cadde per il tradimento dell'abate del monastero di San Crisogono, che aprì le porte della città. Venezia, impegnata dagli Ungheresi nelle stesse lagune, non poté rispondere e con la pace di Zara, firmata nel 1358, dovette definitivamente rinunciare al dominio sulla città e sull'intera Dalmazia.
La Repubblica di Venezia perse così temporaneamente lo Stato da Mar, ovvero i territori oggetto del primo moto d'espansione del potere veneziano: l'Istria, la Dalmazia Veneta, l'Albania Veneta, la Morea, le isole Egee, le isole Ionie, Candia e Cipro.
Il dominio ungherese durò per tutta la successiva metà del XIV secolo, fino al 1409. Alla fine del secolo, anche Zara venne coinvolta negli scontri dinastici per il trono d'Ungheria tra gli Angioini del Regno di Napoli e i Lussemburgo del Sacro Romano Impero.

### Il secondo periodo della Repubblica di Venezia (1409-1797)

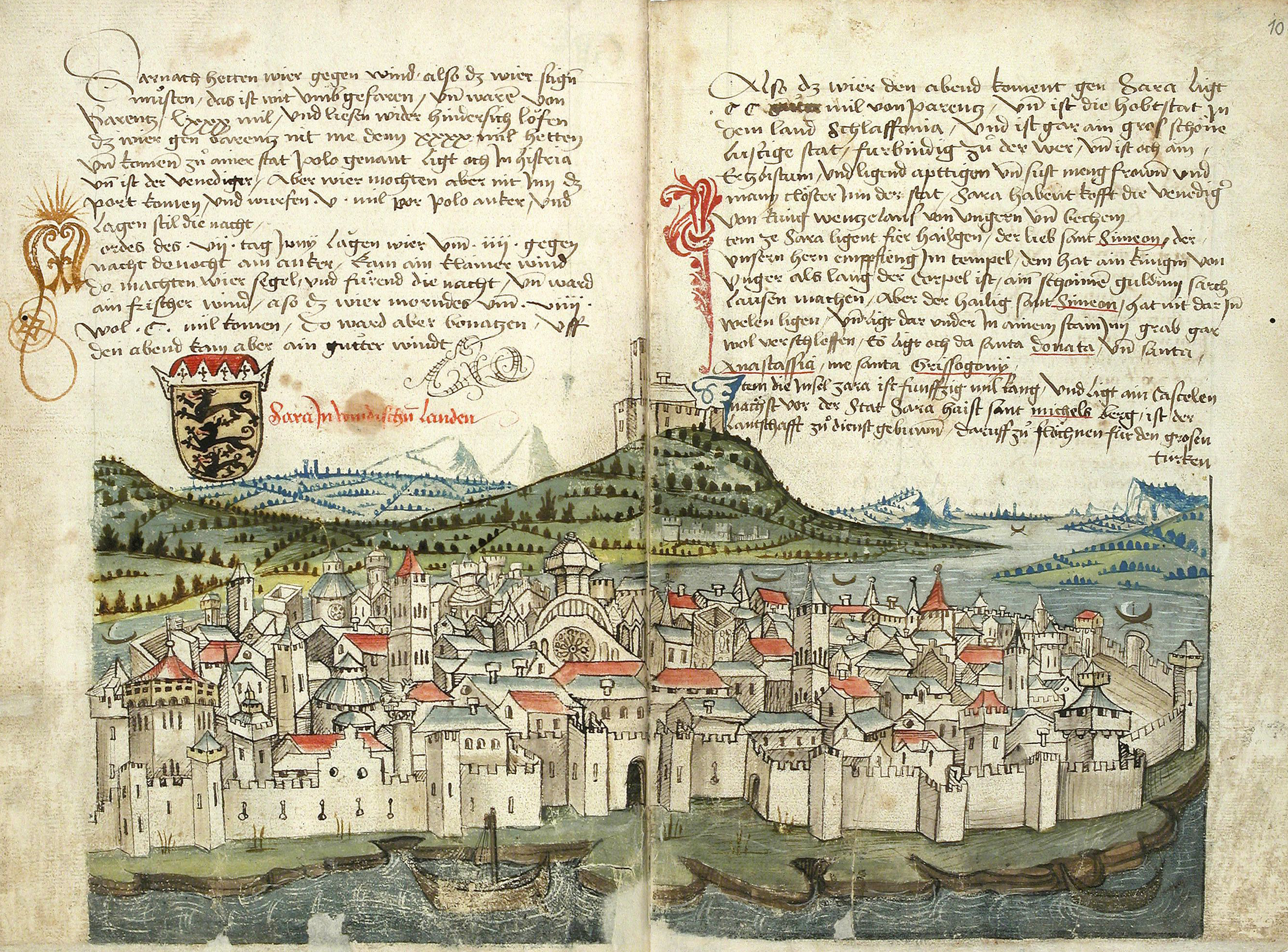
Zara dipinta da Conrad Grünenberg nel 1487

Nel 1409 Ladislao di Napoli e pretendente al trono d'Ungheria, cedette Zara, che aveva conquistato nel 1403, alla Repubblica di Venezia per 100 000 ducati d'oro, assieme a tutti i suoi diritti sulla Dalmazia. Questa fu l'occasione per Venezia di tornare gradualmente a rientrare in possesso dei suoi domini marittimi. Successivamente la repubblica veneta ricostituì infatti l'intero Stato da Mar perso, come già accennato, cinquant'anni prima.

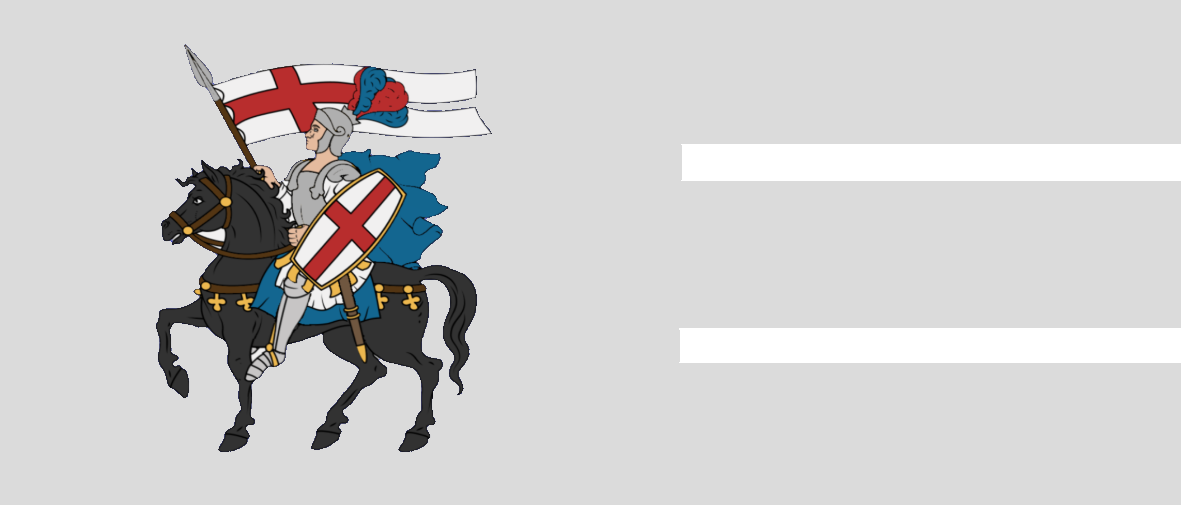
Bandiera civica di Zara, XIV-XVIII secolo.

In questo periodo Zara conobbe un discreto sviluppo, arricchendosi di opere d'arte e venendo ad assumere quella fisionomia che perdurò fino alla dominazione austroungarica. Tra l'altro, furono costruite le mura difensive, molte porte cittadine, di cui alcune giunte sino a noi, e l'arsenale di Zara, anch'esso giunto sino al XXI secolo. Tutto ciò è diventato Patrimonio dell'Umanità dell'UNESCO nel circuito storico e culturale delle opere di difesa veneziane tra XVI e XVII secolo: Stato da Terra-Stato da Mar occidentale.
Dopo lotte secolari Zara si sottomise definitivamente alla Serenissima divenendo capitale della Dalmazia veneta, nonché baluardo di resistenza contro le incursioni dell'Impero ottomano che ormai si estendevano nell'entroterra illirico. La città rimase in mano veneta fino alla caduta della Repubblica di Venezia, che avvenne nel 1797 per opera di Napoleone Bonaparte. 
In seguito al trattato di Campoformio, Zara, e tutti gli ex territori veneziani (il Dogado, lo Stato da Tera e parte dello Stato da Mar) passò agli austriaci.
Fu durante questo periodo che Venezia favorì l'insediamento presso Zara, tra gli altri, di una colonia di profughi albanesi in fuga dagli Ottomani: per ospitarli nel 1726 venne fondato fuori le mura della Città Vecchia, Borgo Erizzo (dal nome del Provveditore veneziano che lo volle) che da allora fiorì come comunità albanese zaratina, mantenendo vivi i propri costumi e dialetto almeno fino alla fine della seconda guerra mondiale, un unicum in questa parte di Dalmazia.

### Zara napoleonica (1806-1814) e austriaca (1797-1806 e 1814-1918)

Veduta di Zara verso la fine del periodo asburgico

Dopo la caduta della Repubblica di Venezia (1797) per mano di Napoleone Bonaparte Zara, in base al trattato di Campoformio, passò sotto la sovranità dell'Impero austriaco, che la tenne fino al 1806, quando a causa della pace di Presburgo, l'Istria, la Dalmazia e Cattaro furono cedute al Regno d'Italia napoleonico. 
Zara fece parte del Regno d'Italia napoleonico dal 1806 al 1809 per poi passare alle Province illiriche, governatorato francese di epoca napoleonica costituente un'exclave della Francia metropolitana, a cui appartenne dal 1809 al 1813.

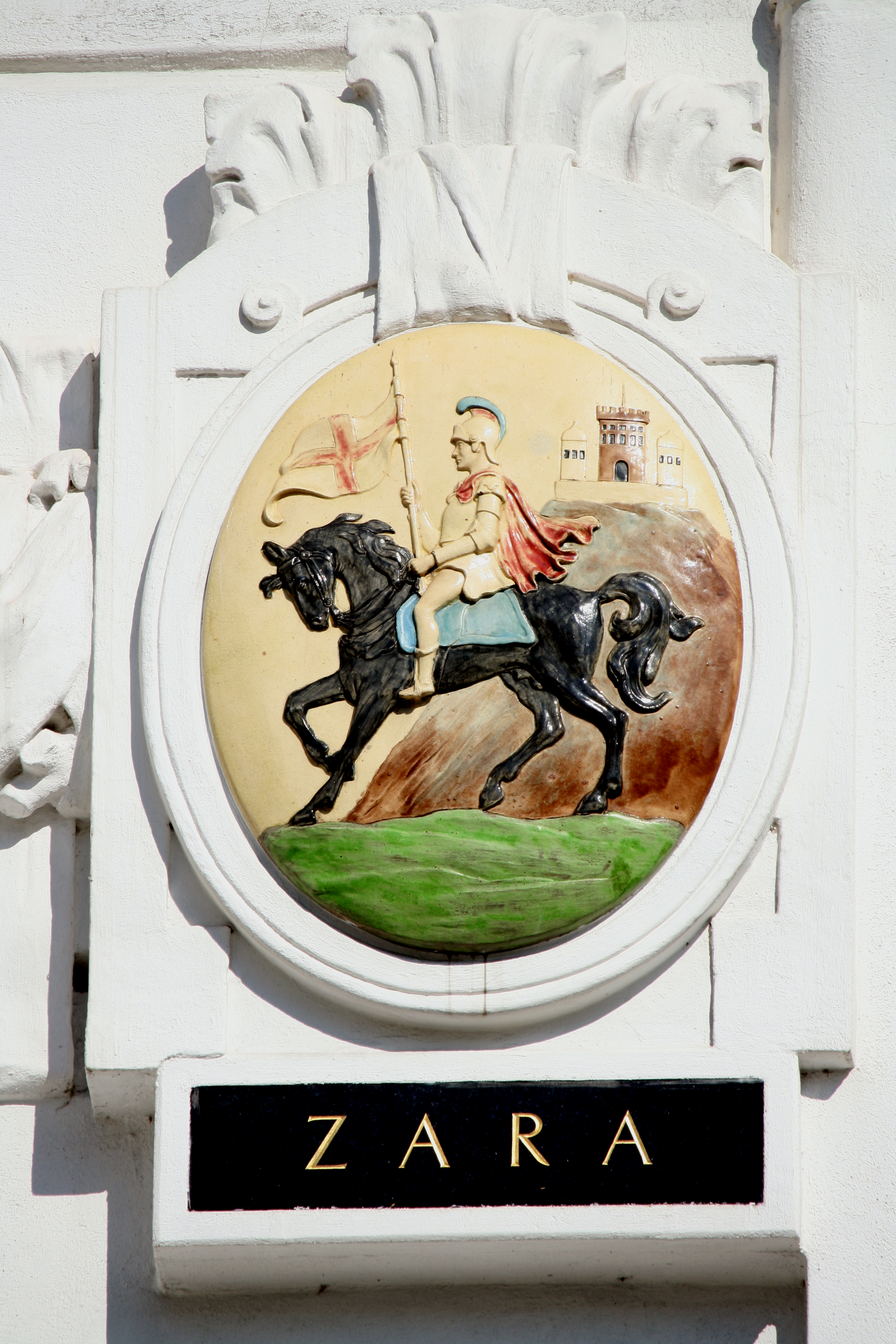
Stemma di Zara sul Palazzo della Marina di Vienna

A Zara nel 1806 – durante il periodo del Regno napoleonico d'Italia – venne stampato il primo quotidiano della Dalmazia (bilingue in lingua italiana e – per la prima volta – croata): Il Regio Dalmata/Kraglski Dalmatin. Nel 1832 uscì la Gazzetta di Zara in italiano con un'appendice che riportava alcuni testi di legge anche in tedesco, seguita nel 1844 dal foglio croato Zora Dalmatinska.
Con il Congresso di Vienna, nel 1814, Zara tornò sotto la sovranità dell'Impero austriaco come parte del Regno di Dalmazia, territorio sotto il dominio diretto della corona austriaca, rimandoci fino al termine della prima guerra mondiale (1918). Durante il dominio austriaco i conflitti etnici furono quasi latenti, volti a ottenere un maggior peso negli organismi di governo regionale (introdotti dall'Austria con la riforma dell'impero proprio per assorbire le spinte autonomistiche: è infatti del 1867 l'Ausgleich, ovvero il "compromesso" tra la nobiltà ungherese e la monarchia asburgica che portò alla costituzione dell'Impero austro-ungarico), oppure dettati da conflitto sociale: gli italiani sono i mercanti, i latifondisti, gli impiegati pubblici, i professionisti, mentre i croati sono principalmente contadini, braccianti e manovali.

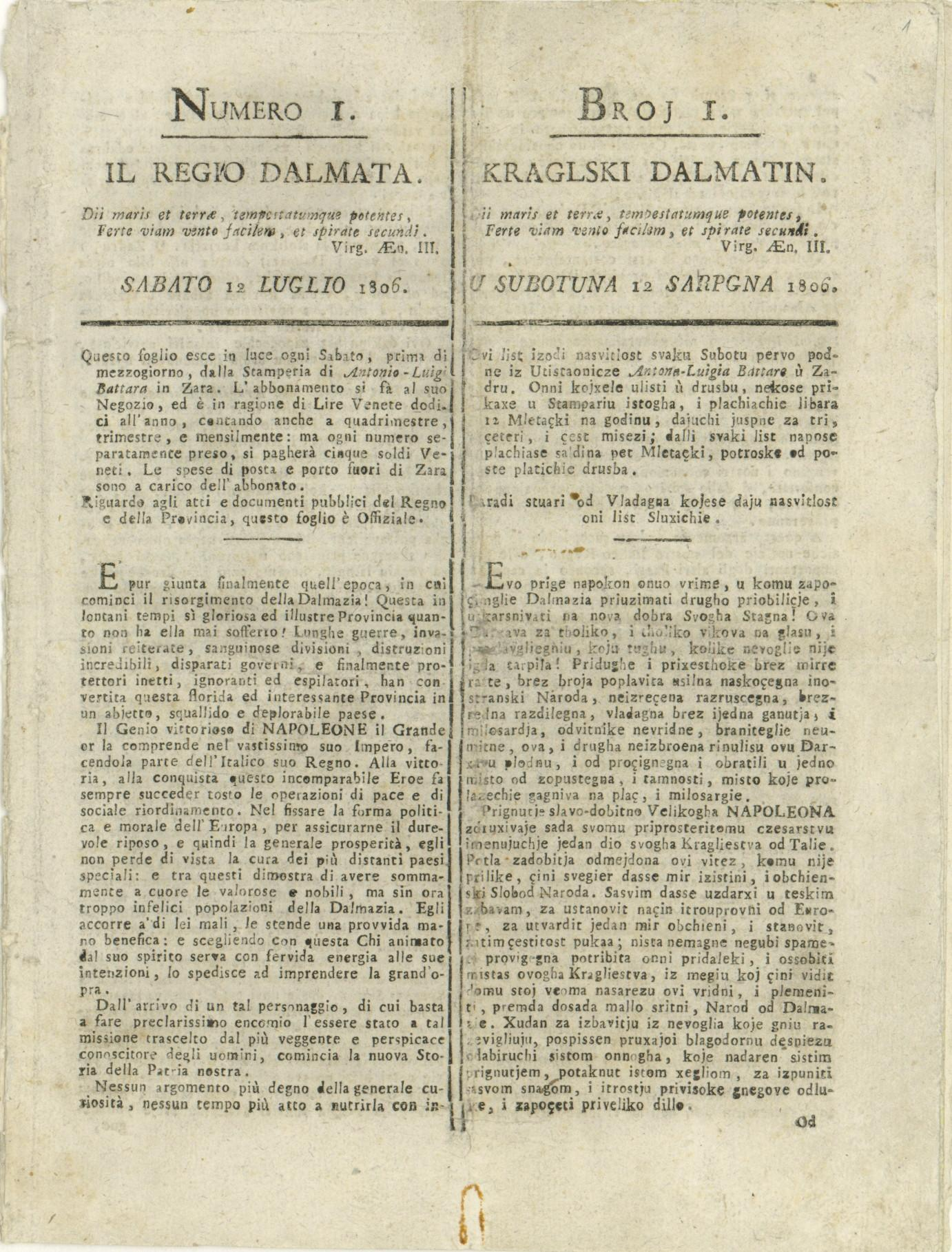
Il primo numero de Il Regio Dalmata

Gli eventi risorgimentali italiani videro Zara in prima linea. Fu la prima città dalmata a sollevarsi il 18 marzo 1848 (lo stesso giorno in cui a Milano incominciavano le Cinque giornate). Mentre la popolazione si riversava nel centro acclamando l'Italia, la concessa Costituzione, Carlo Alberto e Pio IX, si costituì una Guardia Nazionale di settecento Zaratini al comando del conte Francesco de Borrelli che adottò subito, per proprio vessillo, il tricolore italiano e il 22 marzo, mentre il barone von Fluck, commissario di polizia, abbandona la città, assume oltre ai poteri di pubblica sicurezza anche quelli amministrativi.
Il colonnello Giuseppe Sartori suggerì il sebenicense Niccolò Tommaseo, liberato dal carcere e divenuto triumviro della risorta Repubblica di San Marco, di utilizzare il suo reggimento per innescare una vera e propria ribellione a Zara. Ma i vari timori che determinarono la risposta negativa di Niccolò Tommaseo provocarono una stasi nella sollevazione, che permise agli austriaci, grazie anche all'esito inconcludente della prima guerra di indipendenza italiana, persa dal Regno di Sardegna, di potere riaffermare il proprio dominio con l'ausilio dei reggimenti croati.
Nel decennio successivo i patrioti guardarono sempre più al Regno di Sardegna come soluzione per la questione italiana. Si affiancarono così al nome di San Marco pian piano anche quelli di Giuseppe Garibaldi, Camillo Benso, conte di Cavour e del re Vittorio Emanuele II di Savoia, che successe al padre Carlo Alberto di Savoia dopo l'insuccesso della prima guerra di indipendenza italiana.
Durante la seconda guerra d'indipendenza, a dispetto degli ordini imperial-regi che prevedevano uno sbarco franco-sardo, la popolazione rifiutò di rafforzare le fortificazioni e imbrattò i manifesti ufficiali austriaci sopra i quali venivano affissi i bollettini di guerra piemontesi. Vi fu anche un breve scontro tra navi francesi, che assieme a quelle sarde occuparono temporaneamente l'isola di Lussino, e austriache.
La pace di Villafranca deluse però le speranze dei "marcolini" (i seguaci di una nuova Repubblica di San Marco) e dei protoirredentisti zaratini, visto che il trattato previde solo la cessione alla Francia della Lombardia da girare al Regno di Sardegna.

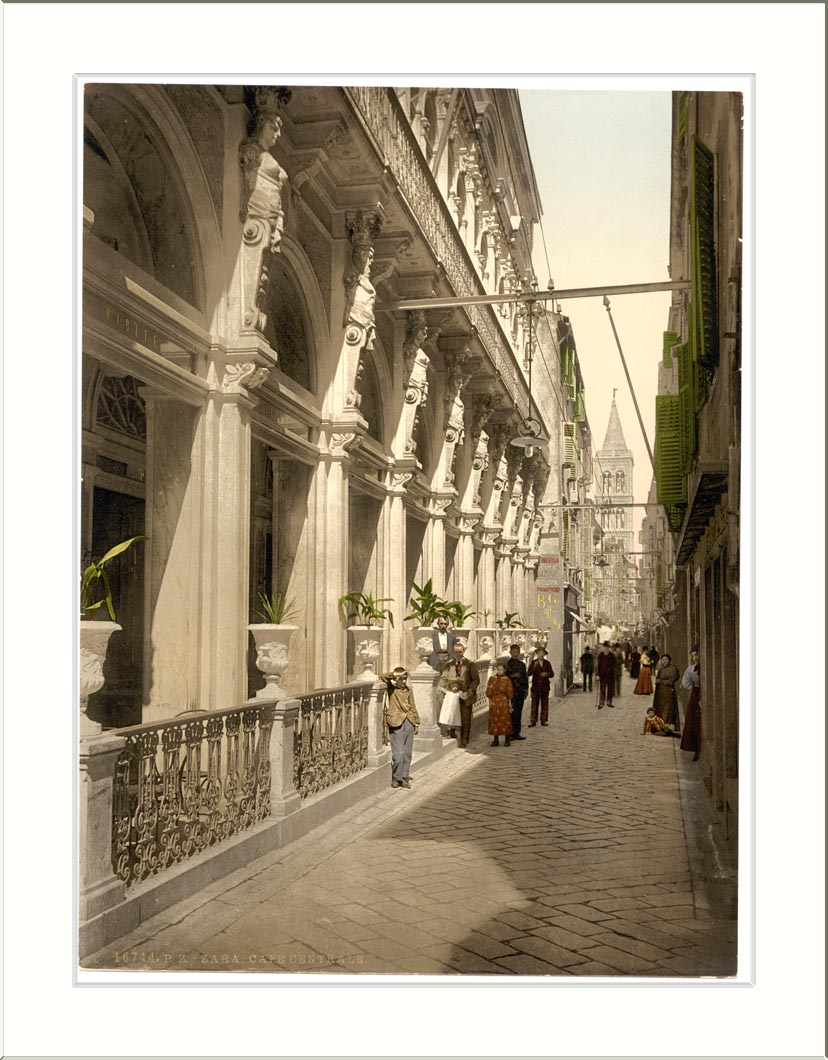
Il Café Central di Zara a fine Ottocento

Durante la spedizione dei Mille alcuni dalmati partirono al seguito di Giuseppe Garibaldi o si arruolarono nelle armate piemontesi vittoriose a Castelfidardo. Le autorità asburgiche aumentarono quindi la sorveglianza perché temevano uno sbarco garibaldino o sardo in quanto vennero diffusi manifestini, da parte di agenti garibaldini, che lasciavano presagire un non lontano arrivo e invitavano nel contempo i giovani ad arruolarsi in quella che stava per diventare la Regia Marina dell'Italia unita.
In concomitanza con la proclamazione del Regno d'Italia (1861) la popolazione di Zara, il cui esempio seguiranno anche le altre città dalmate costiere, fece una manifestazione con esposizioni dalle finestre di bandiere tricolori. La conclusione della terza guerra di indipendenza, che venne sentita dagli zaratini come un imminente passaggio all'Italia, allontanò tuttavia il sogno di libertà dando vita al fenomeno dell'Irredentismo. La terza guerra di indipendenza portò infatti all'Italia, come acquisizioni territoriali, l'annessione del Veneto, di Mantova e di parte del Friuli (moderne province di Udine e Pordenone).

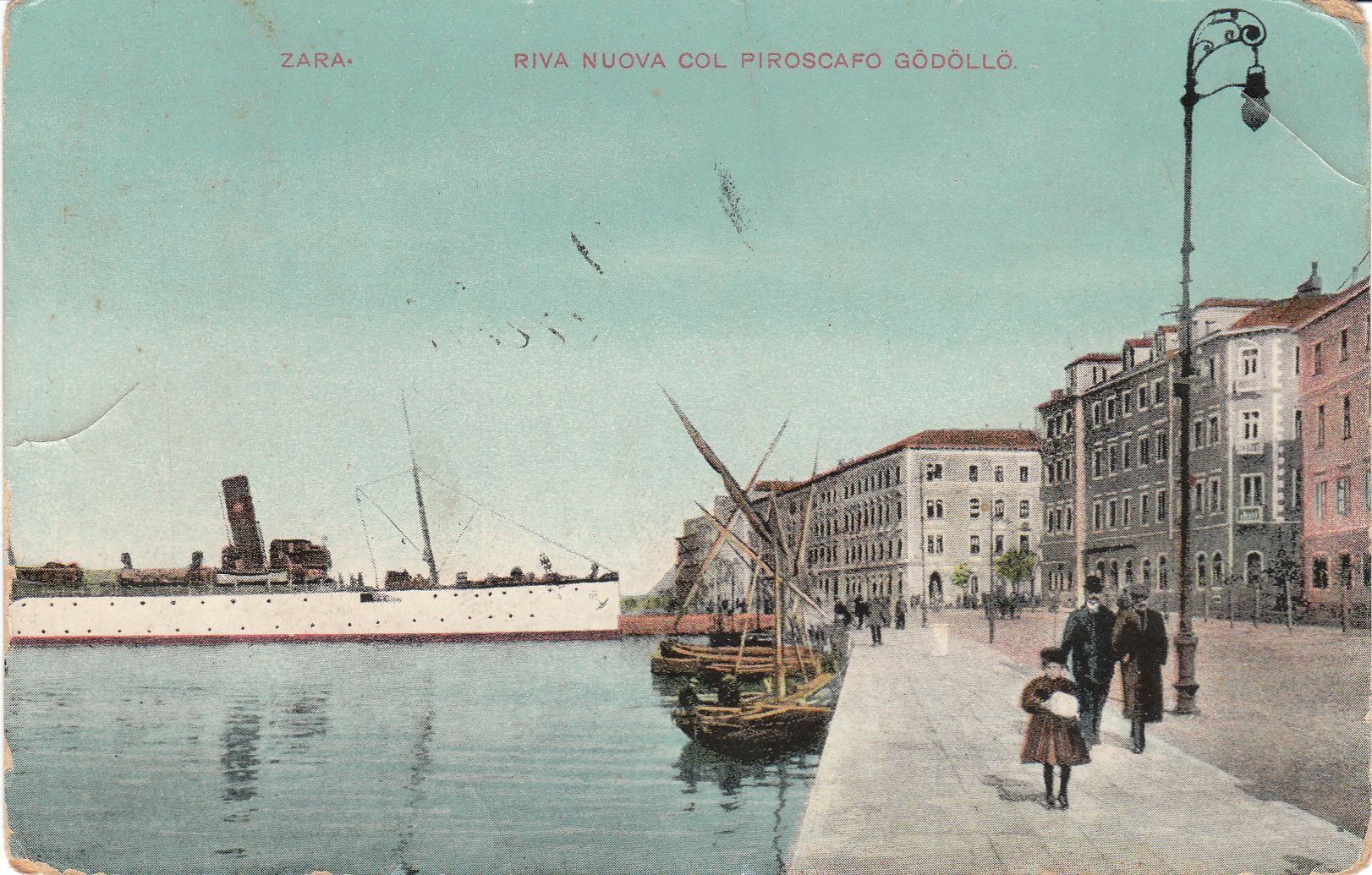
La Riva Nuova di Zara con il piroscafo Gödöllő nel 1909

Verso la fine del XIX secolo in tutto l'impero si accesero le questioni nazionali. Con la costituzione degli Stati nazionali in Europa, gli abitanti di un impero immenso ed eterogeneo come quello austriaco sentirono il richiamo di un'identità basata sulla lingua e sulla cultura. In questo contesto nacque l'idea della nazione croata, comprendente i serbocroati di religione cattolica. Parimenti, con l'avvento della stampa e delle prime pubblicazioni giornalistiche, si diffusero i primi giornali e libri di stampo irredentista italiano.
Come conseguenza della terza guerra d'indipendenza italiana (1866) che portò, come già accennato, all'annessione del Veneto al Regno d'Italia, l'amministrazione imperiale austriaca, per tutta la seconda metà del XIX secolo, aumentò le ingerenze sulla gestione politica del territorio per attenuare l'influenza del gruppo etnico italiano temendone le correnti irredentiste.
Durante la riunione del consiglio dei ministri del 12 novembre 1866 l'imperatore Francesco Giuseppe I d'Austria tracciò un progetto di ampio respiro mirante alla germanizzazione o slavizzazione delle aree dell'impero con presenza italiana:
(Francesco Giuseppe I d'Austria, consiglio della Corona del 12 novembre 1866.)

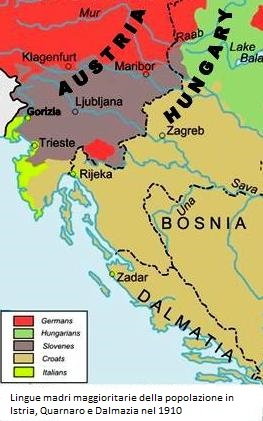
Lingue madri maggioritarie della popolazione in Istria, Quarnaro e Dalmazia nel 1910

Unionisti e irredentisti inizialmente fecero fronte comune contro il centralismo di Vienna ma in seguito, a causa del maggior rilievo della questione nazionale, si separarono. Dopo l'incorporazione del Lombardo-Veneto all'Italia (1859-1866), il governo austriaco favorì il formarsi di una coscienza nazionale croata, allo scopo di contrastare l'irredentismo italiano.
Nel 1867 venne istituita la duplice monarchia austro-ungarica: nel nuovo Impero austro-ungarico Zara e la Dalmazia, al contrario del Regno di Croazia e Slavonia, assegnato all'Ungheria, rimasero amministrativamente nell'orbita della parte austriaca della monarchia.
Secondo il semplice confronto dei censimenti austriaci in Dalmazia, anche a causa delle politiche filocroate del governo absburgico, i dalmati italiani rilevati si sarebbero ridotti in pochi decenni dal 12,5% (Annuario statistico dell'Impero del 1865) al 2,7% (censimento del 1910, i cui risultati sono però contestati). Zara rappresentò una parziale eccezione a questa tendenza generale. In base al censimento austroungarico del 1910 gli italiani erano il 70% della popolazione, essendo il rimanente composto principalmente da croati, serbi e tedeschi. All'inizio delle guerre napoleoniche, secondo il linguista Matteo Bartoli l'italiano era invece l'idioma parlato come prima lingua da circa il 33% della popolazione dalmata.
Nel 1909 la lingua italiana venne vietata in tutti gli edifici pubblici e gli italiani furono ufficialmente estromessi dalle amministrazioni comunali a nulla servi la lettera di protesta sottoscritta da 506 impiegati nei pubblici uffici e inviata al Presidente del Consiglio dei Ministri di Vienna, Barone Riccardo de Bienerth.
Quindi anche Zara fu coinvolta nel processo di croatizzazione della Dalmazia avvenuto durante la dominazione austroungarica. Queste ingerenze, insieme con altre azioni di favoreggiamento al gruppo etnico slavo ritenuto dall'impero più fedele alla corona, esasperarono la situazione andando ad alimentare le correnti più estremiste e rivoluzionarie.
Il centro urbano di Zara riuscì a mantenere a lungo il suo carattere italiano grazie soprattutto alla massiccia presenza dei zaratini italiani. Il comune di Zara – che comprendeva anche le campagne circostanti – era invece costituito in maggioranza da croati e serbi, il che creò la dicotomia tipica dell'Adriatico orientale fra "cittadini italiani o filoitaliani" e "contadini slavi". Le tensioni fra le componenti etniche della regione ebbero quindi anche, come già accennato, delle motivazioni sociali.

### I podestà asburgici di Zara

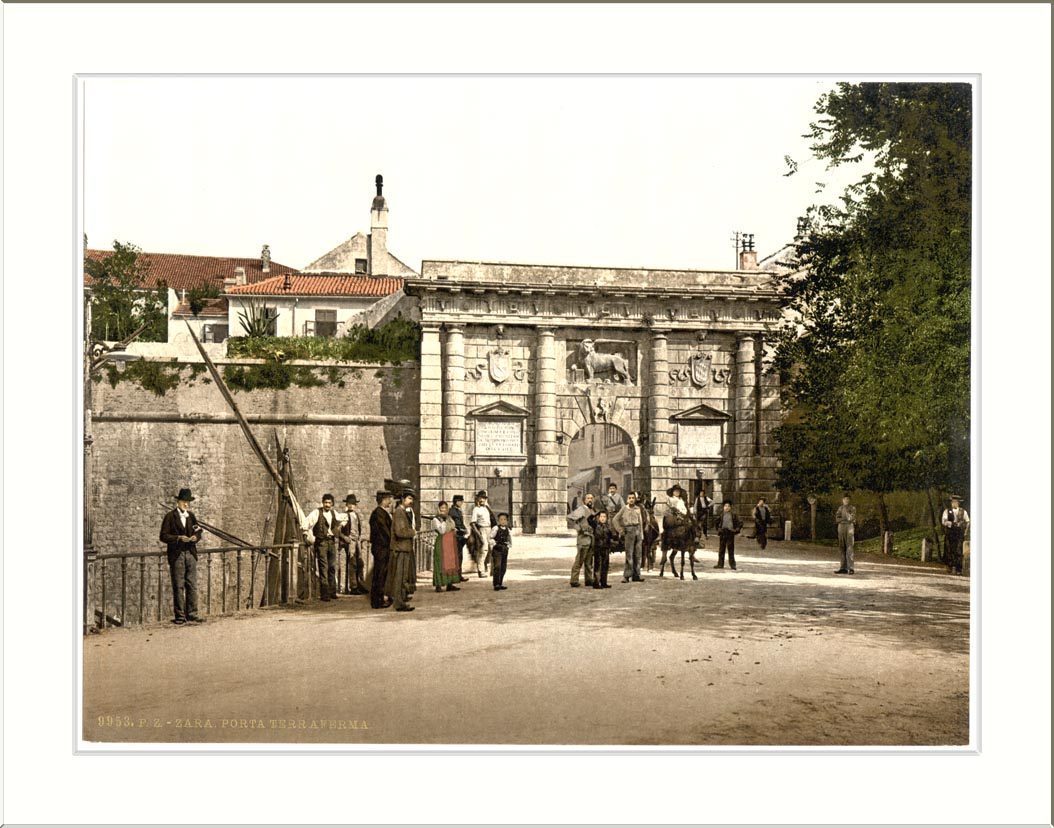
La Porta di Terraferma di Zara nel periodo asburgico

In questa sezione sono elencati i nomi dei podestà di Zara durante il periodo francese, austriaco e austroungarico. A fianco del nome del podestà, gli anni del mandato.
- Trifone Pasquali (1806)
- Pietro Damiani de Vergada (1806 - 1811)
- Andrea de Borelli (1812 - 1814)
- Nicolò Papafava (1814 - 1819)
- Francesco Sanfermo (1819 - 1830)
- Antonio Alesani (1830 - 1832 - Assessore reggente)
- Antonio Cernizza (1832 - 1837 - Assessore reggente)
- Antonio Cernizza (1837 - 1840 - Podestà)
- Anton Giulio Parma (1840)
- Antonio Rolli (1841)
- Francesco de Borelli di Vrana (1841 - 1844)
- Antonio Nachich (1844- 1846 - Assessore reggente)
- Antonio Nachich (1846 - 1848 - Podestà)
- Marco Cernizza (1848 - 1858)
- Antonio Nachich (1858 - 1861)
- Giovanni Nasso (1861 - Assessore reggente)
- Cosimo de Begna Possedaria (1861 - 1874)
- Nicolò Trigari (1874 - 1899)
- Luigi Ziliotto (1899 - 1916 - Destituito dagli austroungarici. Fu in seguito il primo podestà di Zara italiana)
- Mate (Matteo) Škarić (1916 - 1918 - Imperial-regio commissario austroungarico. Deposto nel 1918 dal Comitato Nazionale Italiano di Zara, che rimise in carica Luigi Ziliotto).

### Zara italiana (1920-1947)

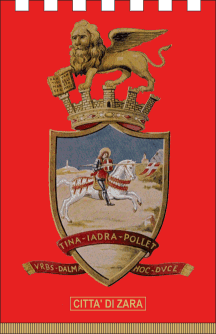
Gonfalone di Zara dal 1920 al 1947

Dopo la prima guerra mondiale le truppe italiane occuparono militarmente la parte della Dalmazia promessa all'Italia dal Patto di Londra, accordo segreto firmato il 26 aprile 1915, che venne stipulato tra il governo italiano e i rappresentanti della Triplice Intesa, con cui l'Italia si impegnò a scendere in guerra contro gli Imperi Centrali in cambio di cospicui compensi territoriali in seguito non completamente riconosciuti nel successivo trattato di Versailles, che fu invece firmato alla fine del conflitto.
Alla vigilia dell'entrata in guerra nel primo conflitto mondiale, con il Patto di Londra fu promessa all'Italia, in caso di vittoria, poco più della metà della Dalmazia, inclusa Zara.
Nello stesso giorno del Bollettino della Vittoria del 4 novembre 1918 (il Bollettino della Vittoria Navale fu invece del 12 novembre) la torpediniera AS 55 sbarcava a Zara il primo reparto italiano: due plotoni del 225º Reggimento di fanteria della "Brigata Arezzo", accolti dalla popolazione italiana in modo entusiasta. Pur vittoriosa, l'Italia dovette portare avanti un lungo negoziato a seguito delle tensioni venutesi a formare alla Conferenza di Pace di Parigi, che negò all'Italia compensi territoriali in Dalmazia.
Dopo il 1918 la componente italiana di Zara crebbe ulteriormente a causa dell'esodo di numerose migliaia di Italiani dalle zone della Dalmazia assegnate alla Jugoslavia. Infatti quasi tutti i dalmati italiani di Sebenico, Traù, Spalato, Ragusa e altre zone della Dalmazia si trasferirono a Zara (o in altre città italiane).
Il successivo trattato di Rapallo del 1920 assegnò poi Zara all'Italia. La nuova provincia italiana di Zara, istituita nel 1920, comprendeva:
- l'exclave di Zara, costituita dalla città e dal suo entroterra;
- l'isola di Cazza presso la costa dalmata;
- l'arcipelago di Lagosta presso la costa dalmata;
- l'arcipelago di Pelagosa tra la Puglia e la Dalmazia;
- l'isola di Saseno davanti a Valona (Albania).

La provincia di Zara, a cui fu assegnata la targa automobilistica ZA, con un'estensione di 120 km², era la più piccola d'Italia e quella con meno comuni avendone solo due: Zara e Lagosta. Circa la metà (55 km²) era costituita dal comune della città di Zara. All'ultimo censimento ufficiale italiano del 1936 Zara contava 22 844 abitanti, Lagosta 2 458 residenti.

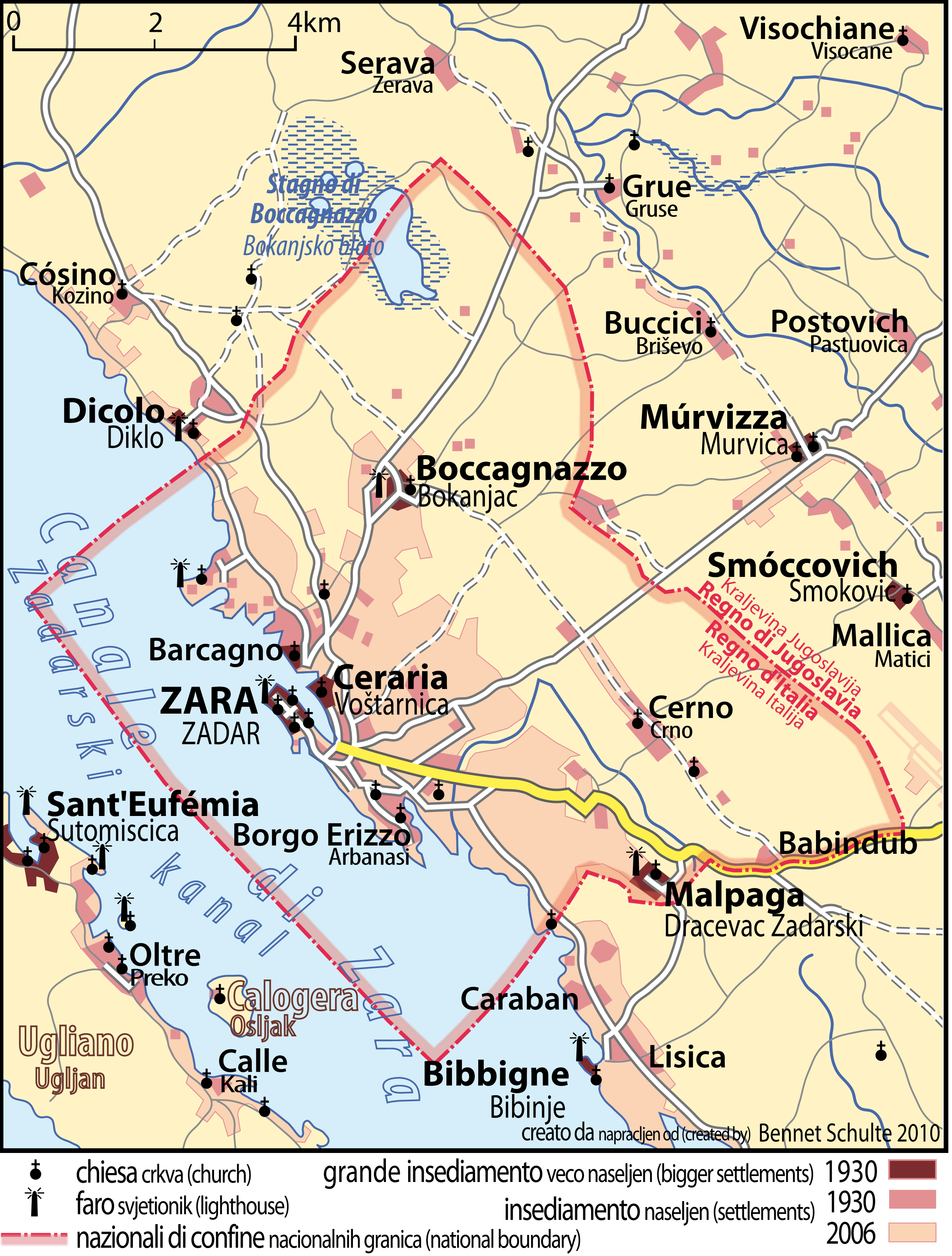
Territori italiani di Zara nella loro estensione originaria, che durò dal 1920 al 1941 e dal 1943 al 1947

Da un punto di vista amministrativo i comuni della provincia di Zara erano i seguenti:
- l'exclave di Zara (55 km²), comprendente la città e il suo entroterra;
- Lagosta (65 km²) comprendente l'isola di Lagosta e quella di Cazza con gli isolotti e scogli circostanti, Pelagosa e Saseno.

Vi fu un successivo controesodo di alcune centinaia di croati zaratini, che dopo il 1926 fu incrementato dalle politiche di italianizzazione che il regime fascista introdusse in tutta Italia, particolarmente violente nelle zone abitate – come si diceva allora - da popolazioni "allogene". Parallelamente altri italiani emigrarono dalla Dalmazia a causa delle politiche repressive del governo jugoslavo di Belgrado: circa 5 000 dalmati italiani, provenienti da Traù, Sebenico, Spalato, Ragusa di Dalmazia, Bocche di Cattaro e le isole dalmate prospicienti trovarono rifugio a Zara e Lagosta negli anni venti.

### Zara nella seconda guerra mondiale (1941-1943)
Il 15 aprile 1941, dopo l'invasione della Jugoslavia, operazione militare della seconda guerra mondiale, la Dalmazia fu occupata dal Regio Esercito italiano. Un mese dopo, in occasione della firma del trattato di Roma, che avvenne il 18 maggio 1941 e che comprendeva anche le clausole che istituivano lo Stato Indipendente di Croazia, Spalato venne annessa assieme a Cattaro al nuovo Governatorato della Dalmazia, divisione amministrativa del Regno d'Italia. Zara, che contava circa 25 000 abitanti, divenne suo capoluogo, costituito dalle province di Zara stessa (notevolmente ampliata rispetto ai confini del 1920), provincia di Spalato e provincia di Cattaro, all'estremo sud della regione.

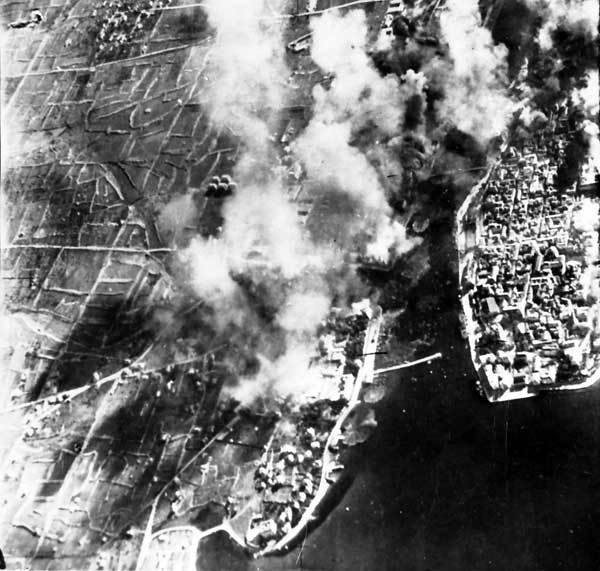
Bombardamenti alleati su Zara (1944)

Con la creazione di altre province italiane in Dalmazia alla provincia di Zara veniva incluso tutto il suo entroterra fino a Sebenico, sino a quel momento jugoslavo, più le isole di fronte a Zara, che passarono sotto sovranità italiana. All'interno dello stesso governatorato, tuttavia, le isole di Cazza, Lagosta e Pelagosa, originariamente appartenenti alla provincia di Zara, passarono alla neo-istituita provincia di Spalato, mentre Saseno alla provincia di Cattaro.
Zara divenne il simbolo della presenza italiana in Dalmazia, chiamata "Redenzione" dai dalmati italiani. Ma questo fatto provocò ancora più il sentimento di estraneità e ostilità che molti croati nutrivano nei confronti di questa città, da decenni vista da loro come un "artificiale" covo di irredentismo italiano.
La campagna di italianizzazione portata avanti da Benito Mussolini in Istria, nel Quarnaro e nel resto della Dalmazia occupata dalle truppe italiane non fece altro che aumentare notevolmente l'astio della popolazione croata verso lo Stato italiano, che era visto come un invasore.

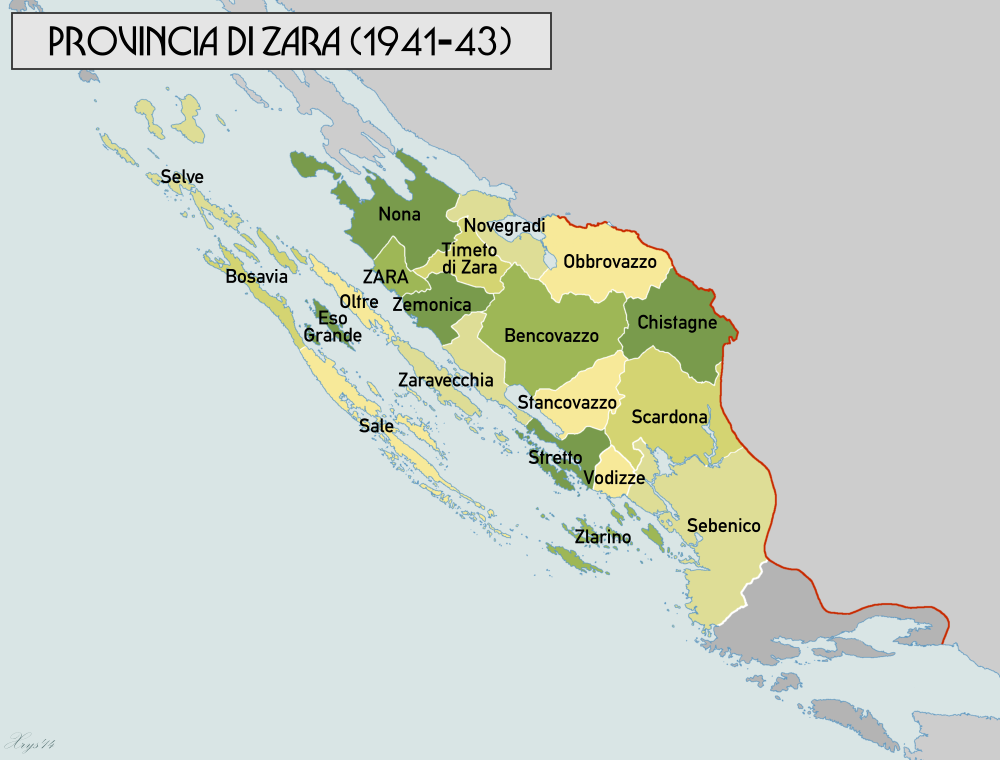
Mappa dettagliata della provincia italiana di Zara dopo il suo ampliamento, che durò dal 1941 al 1943

Dopo l'armistizio di Cassibile, il 10 settembre del 1943, la Wehrmacht occupò Zara. Il comando militare della zona fu assunto dal comandante della 114ª Jäger-Division Karl Eglseer – l'amministrazione civile fu invece formalmente assegnata alla Repubblica Sociale Italiana.
In seguito agli intensi bombardamenti, compiuti dalle forze aeree anglo-americane, quasi il 75% della popolazione zaratina abbandonò, almeno temporaneamente, la città. A partire dall'autunno 1943 su Zara venne sganciato un carico complessivo di ordigni di oltre 520 tonnellate durante le 53 incursioni aeree.
La città, successivamente soprannominata per questo da Enzo Bettiza la "Dresda italiana", fu sorprendentemente il capoluogo di provincia italiano più colpito e distrutto da bombardamenti aerei alleati, con ben l'85% della struttura urbana distrutta o gravemente danneggiata.
Causarono inoltre un numero imprecisato di morti tra i civili zaratini – stimato fra 1 000 e 2 000 – quasi il 10% dei residenti in città, rappresentando quindi pure una delle cifre percentuali più alte di vittime tra i capoluoghi italiani.
Alcuni storici, nonché le associazioni rappresentanti i zaratini superstiti ed esuli, hanno avanzato l'ipotesi che questa distruzione fu deliberatamente richiesta da Tito, tesi che però non ha ancora trovato conferme ufficiali e definitive. Alla fine di ottobre 1944 l'esercito tedesco e in seguito la maggior parte dell'amministrazione civile italiana abbandonarono la città con l'eccezione del viceprefetto Giacomo Vuxani con alcuni funzionari della prefettura e i Carabinieri di stanza in città.

### Zara jugoslava (1947-1991)

Zara nel 1944 dopo i bombardamenti della seconda guerra mondiale che colpirono la città

Il 31 ottobre del 1944 Zara fu occupata dai partigiani di Tito e successivamente annessa alla Jugoslavia socialista, anche se solo nel settembre 1947 tale annessione fu ufficialmente riconosciuta dal trattato di Parigi fra l'Italia e le potenze alleate. L'esodo degli italiani dalla città – incominciato già all'epoca dei bombardamenti – fu pressoché totale.

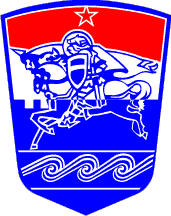
Stemma di Zara dal 1947 al 1990

In tale periodo furono numerosi inoltre gli atti di discriminazione, intolleranza e persecuzione verso gli italiani e filoitaliani da parte delle formazioni occupanti jugoslave: sequestri, arresti e deportazioni, torture, annegamenti, fucilazioni e altre modalità d'esecuzione coinvolsero circa un centinaio di zaratini italiani.
Incorporata a seguito dei trattati di pace nella nuova Jugoslavia socialista, Zara per la prima volta nella sua storia, perse ufficialmente il nome italiano e mantenne solo quello croato di Zadar. Lo status di lingua ufficiale dell'italiano fu abolito e fortemente avversato il suo utilizzo in qualsiasi ambiente pubblico.
L'ultimo colpo alla presenza italiana avvenne nell'ottobre del 1953, quando nel pieno del conflitto diplomatico per Trieste le scuole italiane zaratine superstiti furono chiuse e gli allievi trasferiti, da un giorno all'altro, nelle scuole croate. Il serbo-croato diventò così l'unica lingua riconosciuta, insegnata e consentita a Zara.
La città conobbe un forte incremento della popolazione negli anni cinquanta e sessanta, principalmente legato all'inurbamento dalle zone rurali e all'industrializzazione, fenomeni entrambi incoraggiati dal nuovo governo socialista. La costruzione della Strada Maestra Adriatica, della connessione ferroviaria e dell'aeroporto contribuirono allo sviluppo del turismo e all'accessibilità di Zara. La crescita della popolazione rallentò nei decenni successivi e l'economia di Zara incominciò a ristagnare a fine anni ottanta a causa della crisi economica jugoslava.

### Zara nella Croazia indipendente (dal 1991)

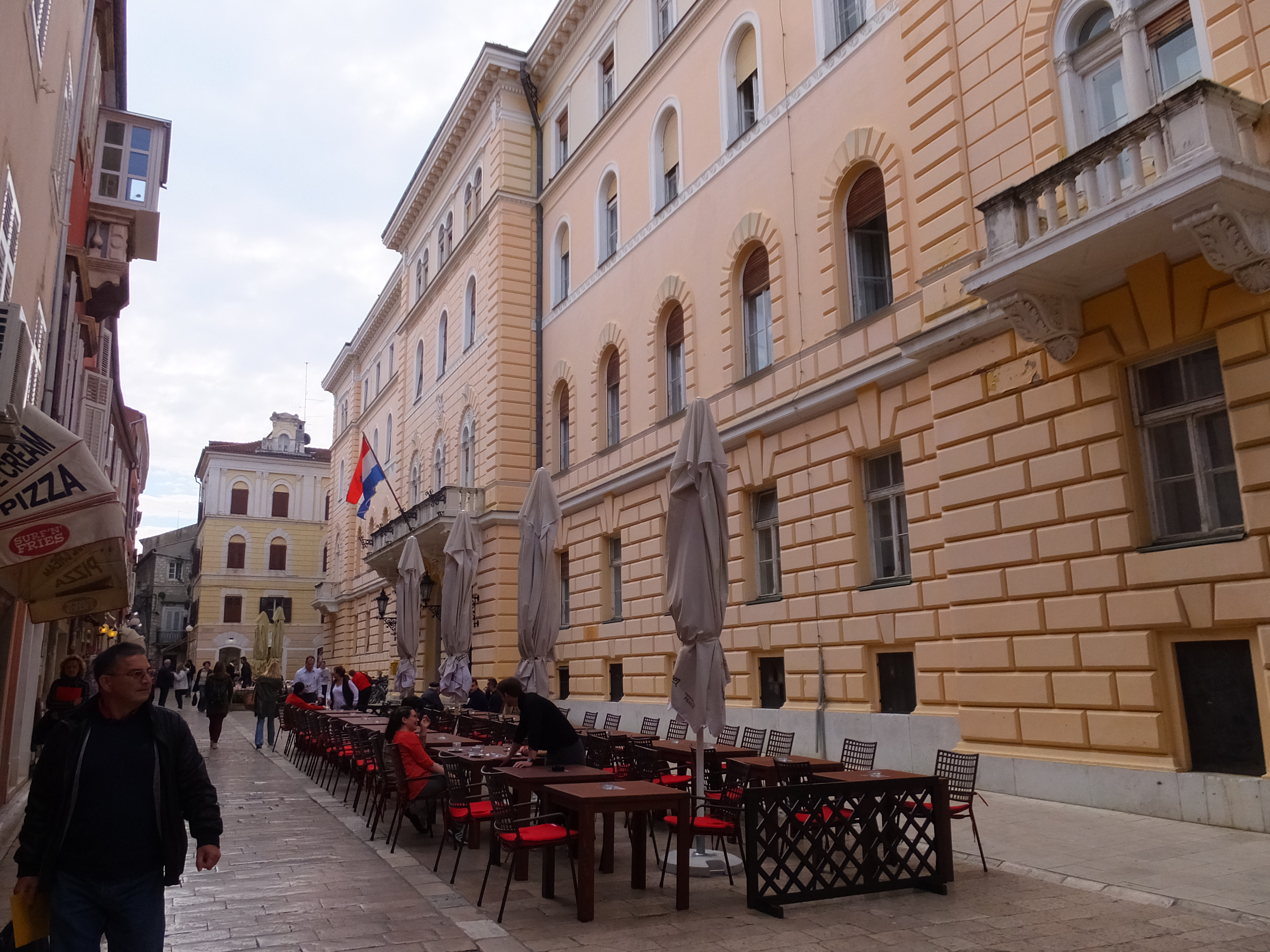
Scorcio del centro storico di Zara

Nel 1991 la Repubblica di Croazia dichiarò la sua indipendenza dalla Jugoslavia: Zara fu nuovamente sotto assedio, questa volta da parte dei serbi dell'armata popolare. Solo dopo un paio di anni la situazione si normalizzò. I pochi italiani rimasti a Zara approfittarono della situazione creando nel 1991 una locale Comunità degli Italiani. Il sodalizio conta oggi più di 400 soci. In città è presente anche la Società Dante Alighieri che ha lo scopo di tutelare e diffondere la lingua e la cultura italiana nel mondo.

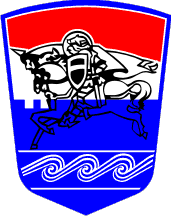
Stemma di Zara dal 1990 al 1994

Nel 1998 Zara ha ospitato le Olimpiadi di Informatica dell'Europa Centrale, competizione fra studenti delle scuole secondarie che si svolgono annualmente al pari delle Olimpiadi internazionali dell'informatica (queste ultime, nel 1998, si sono svolte invece nella città portoghese di Setúbal). Dopo il 2000 si è avviato un processo di sviluppo socioeconomico della città, che si manifesta anche in una qualche accettazione e rivalutazione della residua comunità italiana.
Nel 2009 è stata approvata la creazione di un asilo italiano a Zara dopo 56 anni, grazie principalmente agli sforzi del deputato istriano a Zagabria Furio Radin e di Maurizio Tremul, i due più alti dirigenti dell'Unione Italiana. Tutto però è stato annullato, a causa dell'inserimento di una sorta di "filtro etnico" per l'iscrizione, per cui potevano essere ammessi all'asilo italiano solo i bambini in possesso della cittadinanza italiana.
Le autorità cittadine hanno affermato di avere imposto questo filtro per non "italianizzare" i bimbi zaratini. La cosa ha impaurito la locale minoranza - timorosa di essere conteggiata nominalmente e in grandissima parte non in possesso del passaporto italiano – di conseguenza le iscrizioni non hanno raggiunto il numero minimo di cinque. I rappresentanti della minoranza Furio Radin e Maurizio Tremul hanno protestato vivacemente, chiedendo l'abolizione di tale limitazione all'accesso. Dopo un lungo e travagliato iter, causato dalla forte opposizione di una parte della locale maggioranza croata, l'asilo è stato inaugurato nel 2013.

### Onorificenze
Dal settembre 1943 in avanti la città ha continuato a battersi per mantenere la sua identità. I fanti, bersaglieri, alpini, marinai e avieri, tra cui molti zaratini del neo costituito battaglione partigiano italiano Mameli furono i primi ad affrontare l'invasore tedesco. Le molte decine di caduti in combattimento e le centinaia di italiani vittime di esecuzioni sommarie o morti nei lager, annegati, sono stati il prezzo della resistenza.
La medaglia, concessa al «libero comune di Zara in esilio» dal presidente della Repubblica Italiana Carlo Azeglio Ciampi, non è mai stata consegnata a causa delle proteste del governo croato.

## Monumenti e luoghi d'interesse
Le fortificazioni risalenti all'epoca della Repubblica di Venezia presenti a Zara sono state inserite nell'elenco dei Patrimoni dell'Umanità dell'UNESCO nel circuito storico e culturale delle opere di difesa veneziane tra XVI e XVII secolo: Stato da Terra-Stato da Mar occidentale.
Lo stato veneziano era infatti suddiviso in tre ripartizioni, lo Stato da Tera, che erano i territori conquistati dalla Repubblica di Venezia nell'entroterra padano-veneto, lo Stato da Mar, ovvero i suoi domini marittimi, cioè i territori oggetto del primo moto d'espansione del potere veneziano (l'Istria, la Dalmazia, l'Albania Veneta, la Morea, le isole Egee, le isole Ionie, Candia e Cipro) e infine il Dogado, ossia il territorio metropolitano della capitale Venezia.

### Architetture religiose
Cattedrale di Sant'AnastasiaLa cattedrale di Sant'Anastasia (Sveta Stošija), fondata nel secolo IX, è un pregevole esempio del romanico italiano, di stile pisano-pugliese e in luminosa pietra d'Istria; è la chiesa più monumentale di Zara ed è considerata una delle più belle della Dalmazia.:La prima chiesa risale al IV-V secolo ed era dedicata a san Pietro. Si trattava di una basilica paleocristiana a tre navate, divise da sei coppie di colonne collegate con archi a tutto sesto. Nell'811, durante l'episcopato del vescovo Donato, la chiesa ricevette dall'imperatore Niceforo I le ceneri di Sant'Anastasia di Sirmio e venne quindi ridedicata alla santa.
La chiesa fu completamente rifatta nei secoli XI e XII e consacrata dal papa Alessandro III nel 1177. Nel 1202, quando i Veneziani assediarono Zara, la basilica fu saccheggiata e rasa al suolo, cosicché venne ricostruita su modello della Chiesa di Santa Maria della Piazza di Ancona, nel corso del XIII secolo e portata a termine nel 1324. La facciata è stata eretta nel XIII secolo e ricorda la chiesa di San Crisogono, sempre a Zara, nella quale è forte l'influenza toscana.
Il 9 giugno 2003 la cattedrale è stata visitata dal papa Giovanni Paolo II durante uno dei suoi ultimi viaggi apostolici.
Chiesa di San DonatoLa chiesa di San Donato (Sveti Donat) è uno dei più illustri monumenti bizantini della Dalmazia. Costruita all'inizio del secolo IX direttamente sul selciato del foro romano, è un solenne edificio a pianta circolare con tre caratteristiche absidi radiate che fu probabilmente modellato sulla Basilica di San Vitale di Ravenna. Le prime menzioni della chiesa risalgono al 949 circa, mentre verso il secolo XII cominciò a essere chiamata con il nome del suo fondatore, il vescovo Donato. Rimaneggiata nei secoli XVII e XIX, ha subito nei secoli mutevoli destinazioni d'uso: durante le guerre tra Venezia e l'Impero ottomano e nel periodo 1798-1887 venne adibito a magazzino militare, mentre nel periodo italiano fu sede del Museo Archeologico; oggi è un auditorium apprezzato per la sua acustica e ospita svariate serate musicali.

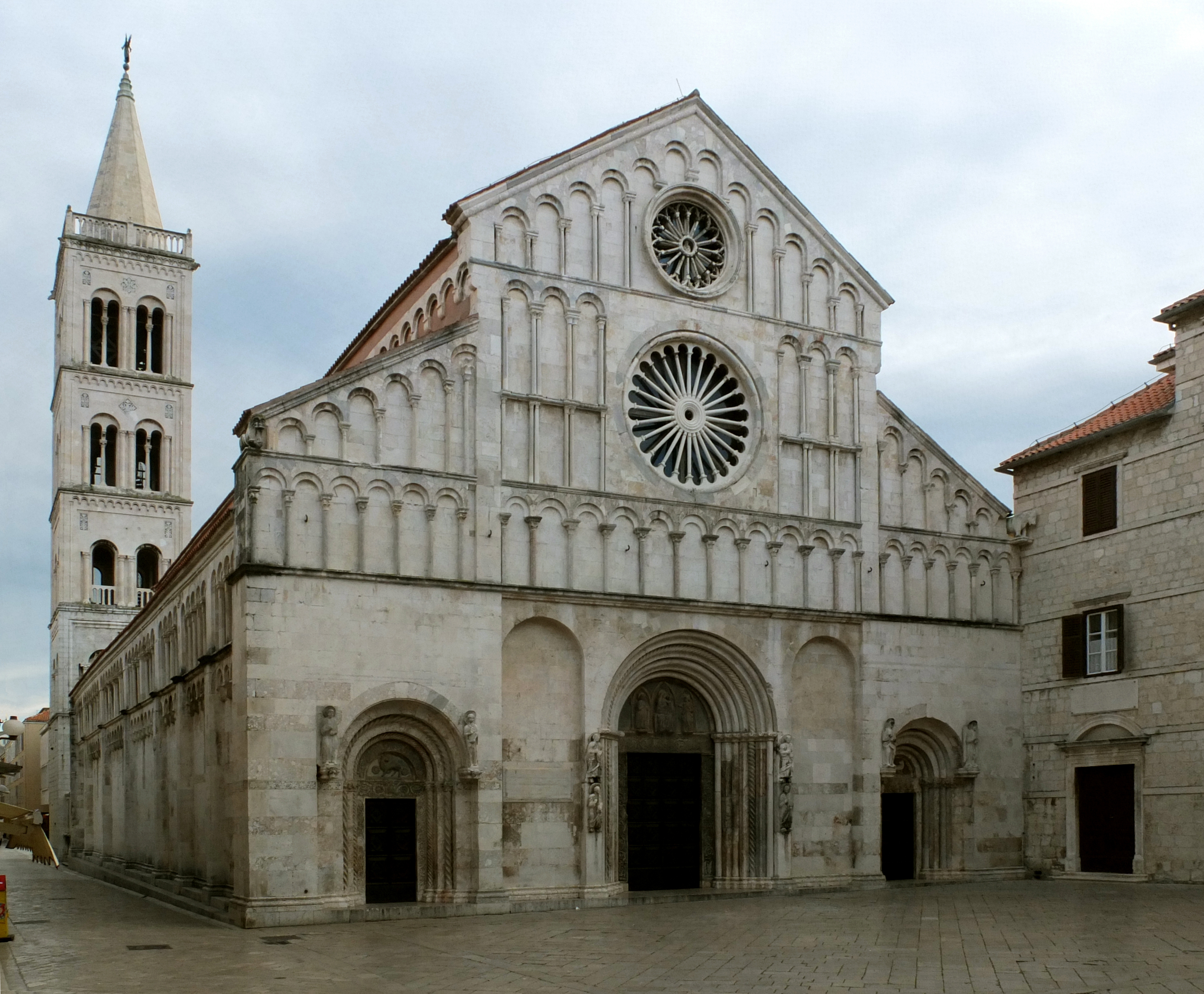
La facciata della cattedrale di Sant'Anastasia

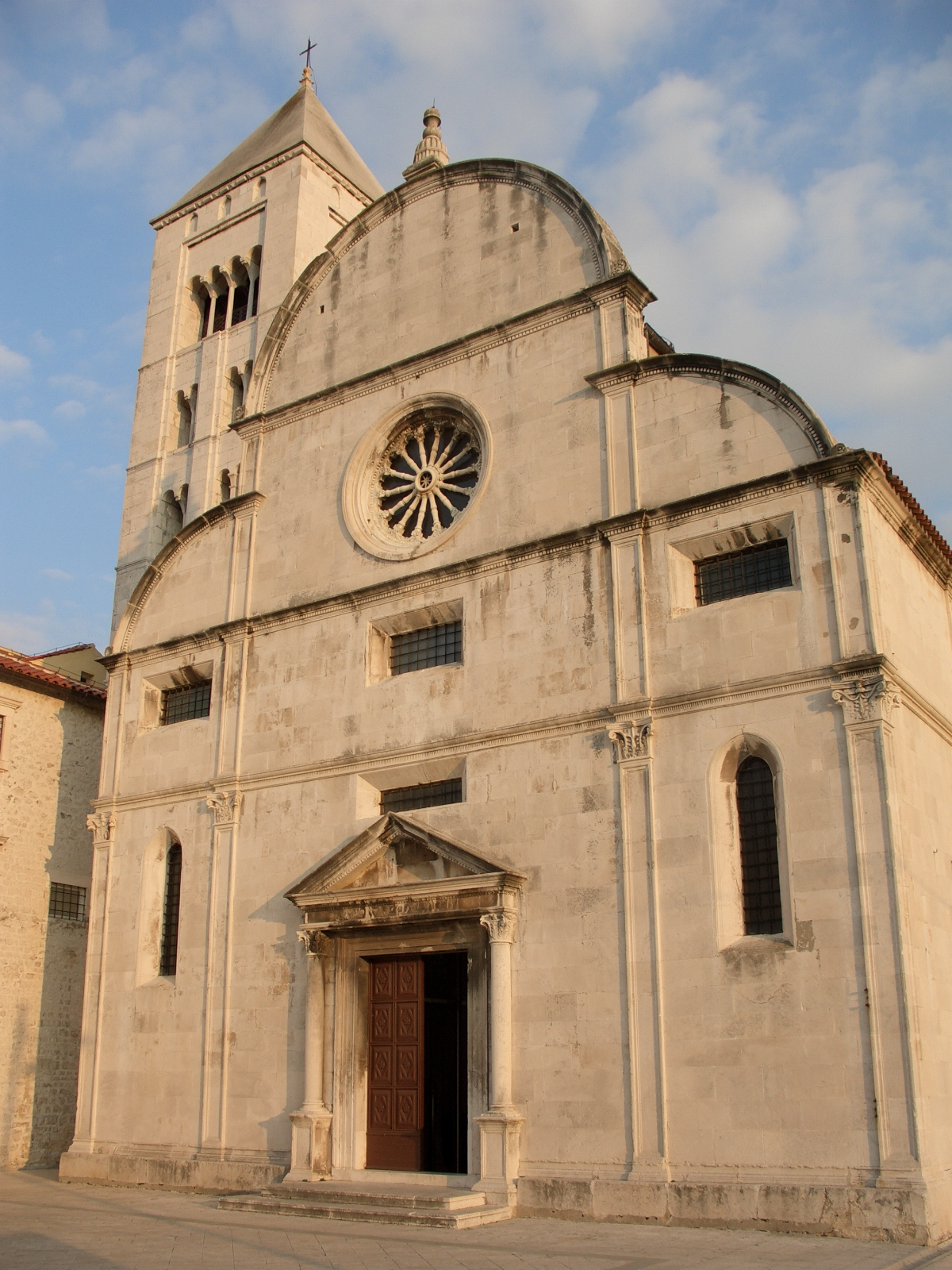
La facciata trilobata della chiesa di Santa Maria

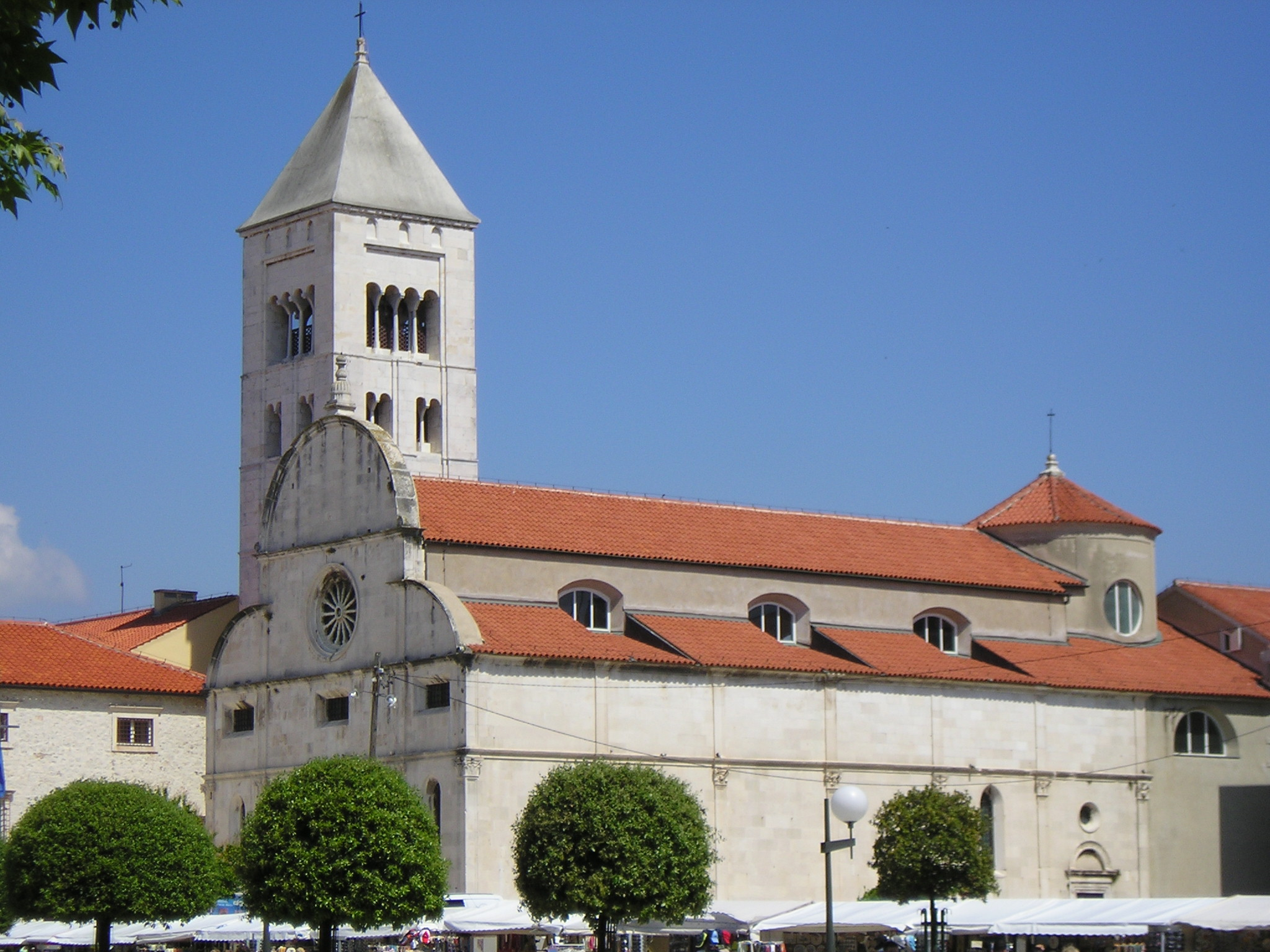
La chiesa di Santa Maria e il suo campanile

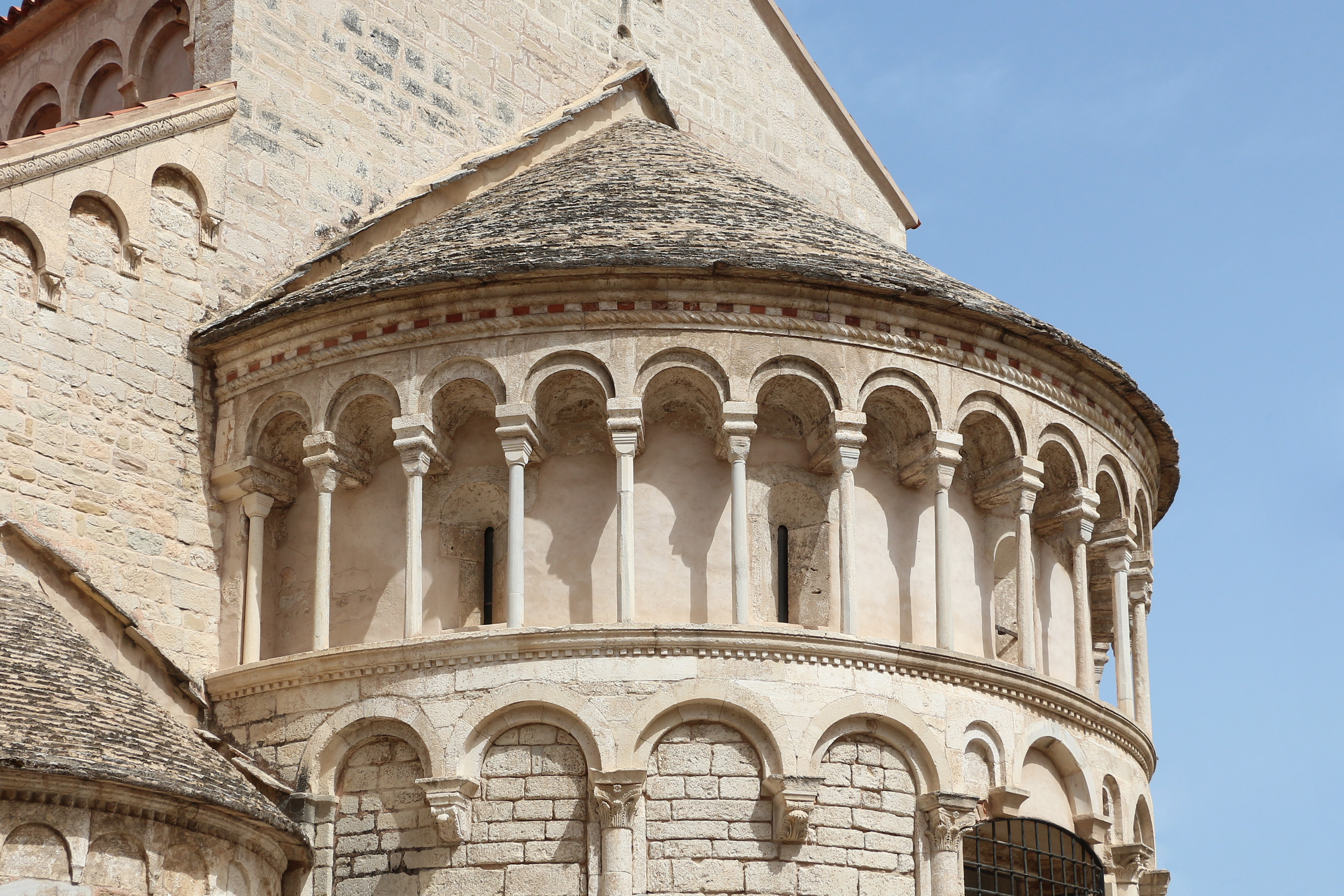
L'abside della chiesa di San Grisogono

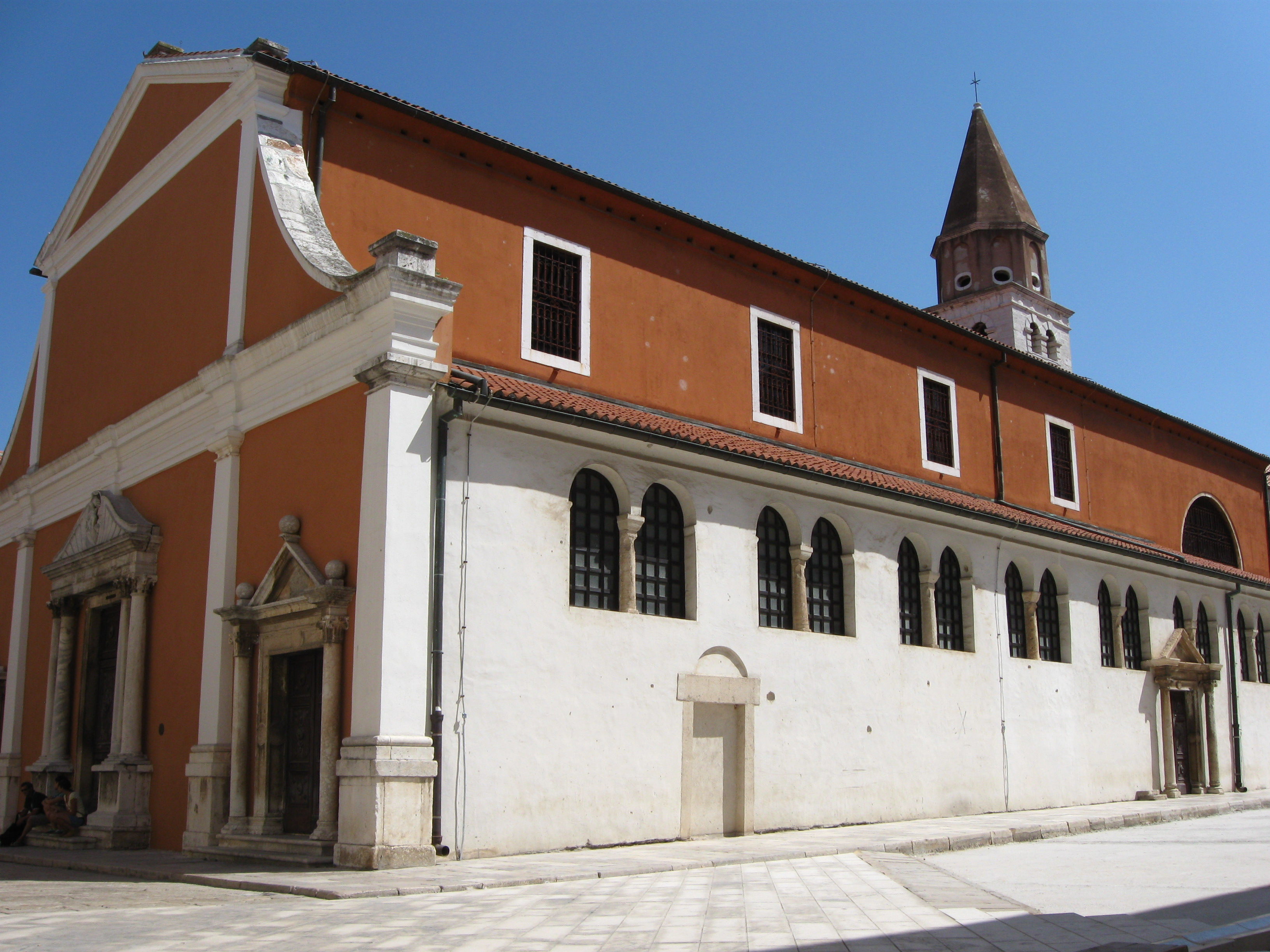
La chiesa di San Simeone

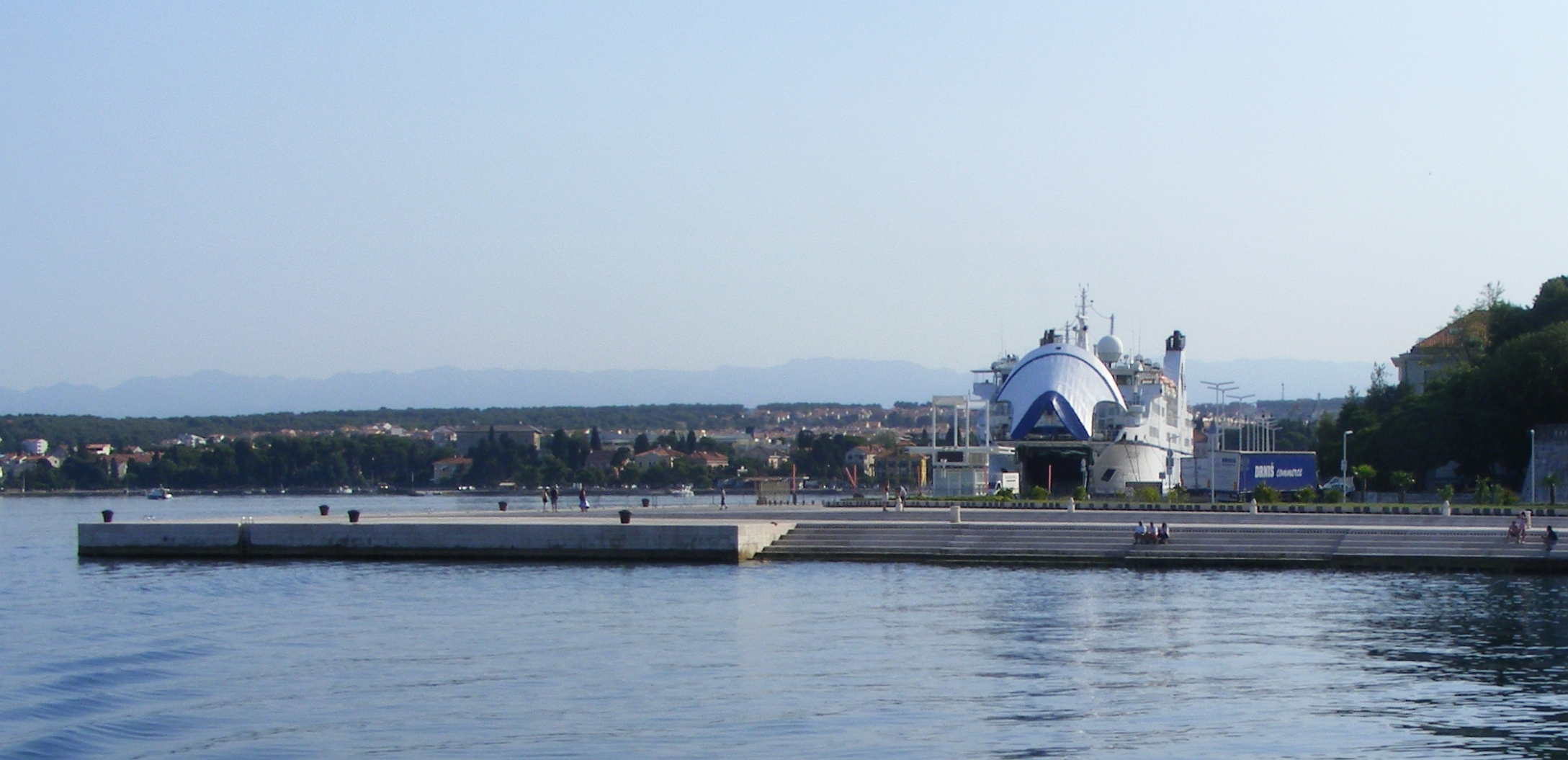
L'organo marino di Zara

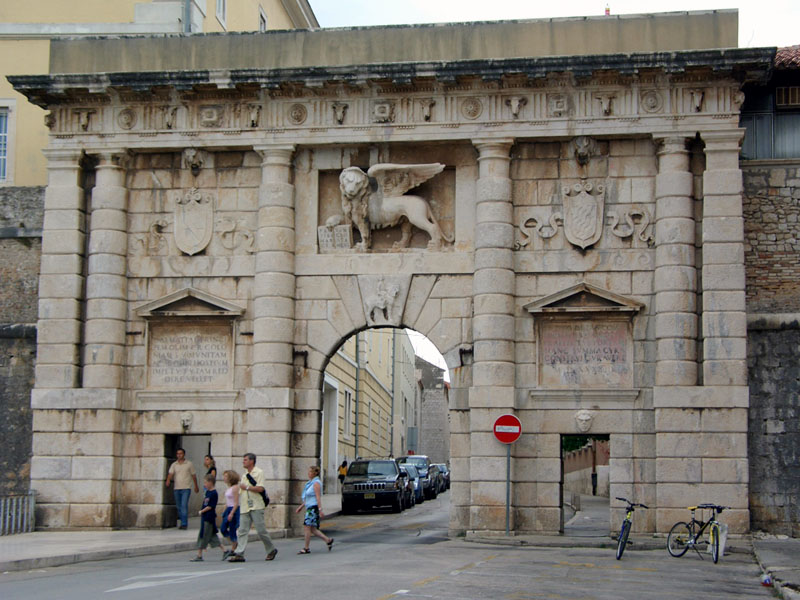
La Porta Terraferma, con il Leone di San Marco

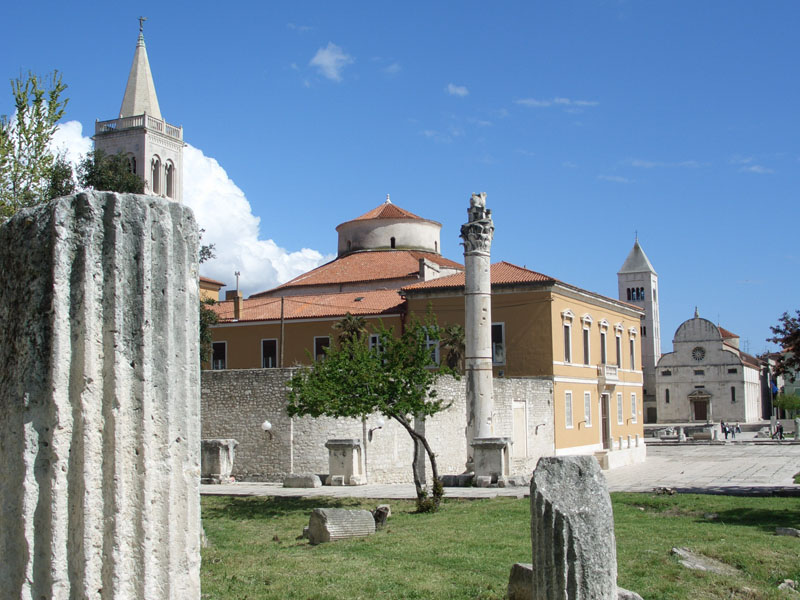
Vista del Foro di Zara con sullo sfondo la chiesa di Santa Maria

L'esterno è pressoché privo di aperture e i muri perimetrali sono rafforzati da lesene che formano delle altissime arcatelle cieche. Lo spazio interno è invece diviso tra un deambulatorio coperto da volte a botte, che sorreggono i matronei, e una cella circolare, sulla quale si leva il tamburo della cupola, alta 27 metri. Quest'ultima appare oggi cilindrica, ma una volta probabilmente doveva essere a cono.
Il pavimento è formato da pietroni rettangolari con andamento obliquo rispetto all'asse della chiesa: si tratta del lastricato romano del foro, sul quale sono stati poggiati direttamente i muri portanti della chiesa. Per la costruzione di San Donato vennero parimenti impiegati frammenti architettonici romani (trabeazioni, lapidi, colonne).
Chiesa di San SimeoneLa chiesa di San Simeone (Sveti Šimun), già di Santo Stefano, risale al secolo XII e venne completamente rifatta nel 1632 per ospitarvi le reliquie del santo. È nota principalmente per custodire al suo interno la preziosa arca di San Simeone, un capolavoro dell'oreficeria medioevale eseguita da Francesco di Antonio da Sesto tra il 1377 e il 1380.
L'arca, costruita in legno di cedro rivestito da 240 kg di lamina d'argento, fu commissionata dalla regina Elisabetta d'Ungheria come ringraziamento per il sostegno dato dagli zaratini a suo marito Ludovico IV di Turingia. L'intera arca, che contiene la salma di San Simeone, è ricoperta di stupendi bassorilievi che illustrano la vita del santo, mentre un altro rilievo raffigura l'ingresso di Ludovico IV in città.
Il clero di questa chiesa entrò in contrasto con il clero veneziano della chiesa di San Simeone Profeta di Venezia per la rivendicazione di chi possedesse sul serio le spoglie del santo.
Chiesa di Santa MariaLa chiesa di Santa Maria (Sveta Marija) fu fondata nel 1066 con l'annesso monastero benedettino dalla nobildonna croata Čika, cugina del re croato Petar Krešimir IV. Rifatta a partire dal XV secolo nelle forme del rinascimento veneziano, presenta una graziosa facciata trilobata in pietra d'Istria, secondo lo stile dalmata; delle forme precedenti rimangono due finestre ogivali. Nel 1744 l'interno fu rivestito di stucchi barocchi. La chiesa è stata gravemente danneggiata nel corso della seconda guerra mondiale.
Sul fianco sinistro della chiesa è il campanile romanico lombardo, a due piani di bifore doppie e con quadrifore nella cella campanaria, che fu fatto erigere dall'abbadessa Vekenega nel 1105 grazie alle offerte del re Colomano di Croazia e Ungheria (il nome del sovrano è nominato nelle colonne angolari di una cappella situata al primo piano dello stesso).
Nel 1967 fu allestita, nel monastero ricostruito, una mostra permanente di arte sacra chiamata "Ori e argenti di Zara". Si tratta di un vero e proprio museo in cui sono conservate preziose opere di oreficeria, scultura e pittura dei secoli VII-XVIII.
Chiesa di San GrisogonoLa chiesa di San Crisogono (Sveti Krševan), una delle più antiche di Zara, fu costruita nel secolo VI sul sito di un antico mercato romano. Già dedicata a Sant'Antonio Abate, prese il nome attuale quando, nel 649, vi fu traslato da Aquileia il corpo di San Grisogono, il santo protettore zaratino (raffigurato a cavallo nello stemma cittadino).
Rifatta nell'890, la chiesa fu nuovamente ricostruita in belle fogge romaniche lombarde nel corso del secolo XII e infine riconsacrata nel 1175. In epoca barocca venne ritoccata, mentre durante la seconda guerra mondiale venne distrutto l'attiguo monastero che era stato già soppresso nel 1807, in epoca napoleonica.
Esternamente alla chiesa sono visibili le tre belle absidi semicircolari, delle quali quella centrale presenta un'elegante galleria aperta e in basso archetti falcati che poggiano alternativamente su mezze colonne e mensoline. L'interno della chiesa ospita antiche colonne corinzie, provenienti dal vicino Foro, nonché tracce di antichi affreschi del secolo XIV.
Chiesa di San FrancescoLa chiesa di San Francesco (Svetog Frane) è la più antica chiesa gotica della Dalmazia. Fu costruita nel 1282e gli interni furono poi rifatti in epoca barocca.
Chiesa di San MicheleLa chiesa di San Michele (Svetog Mihovil) fu costruita nel XII secolo e rifatta in stile gotico nel XIV secolo. Presenta un portale ogivale finemente decorato con un bassorilievo.
Chiesa di Sant'EliaLa chiesa di Sant'Elia (Svetog Ilije proroka) fu costruita nel XVI secolo su un edificio preesistente ed è riservata al culto serbo ortodosso.
Chiesa di Santa Maria della Salute o Santa Maria del CastelloLa chiesa di Santa Maria della Salute (Crkva Gospe od Zdravlja) fu costruita nel 1585.

### Architetture civili
La LoggiaLa Loggia, edificio nel quale venivano promulgate le leggi, fu rifatta nelle forme attuali nel 1565 dal Sammicheli.
Palazzo della Gran GuardiaIl Palazzo della Gran Guardia fu costruito nel 1562 mentre la torre fu eretta nel 1798.
L'organo marinoL'organo marino (Morske orgulje) di Zara è stato aperto al pubblico il 15 aprile 2005. È un'opera d'arte architettonica e musicale realizzata su progetto dell'architetto Nikola Bašić che si trova sull'angolo nord-occidentale della banchina che circonda il centro storico.:Si tratta di un organo, strutturalmente simile a una scala digradante verso il mare, formato da 35 canne d'organo di diversa inclinazione, forma e lunghezza. Grazie al moto ondoso dell'acqua marina queste canne producono suoni continuamente diversi modulati secondo sette accordi e cinque tonalità.

### Architetture militari
Opere di difesa venezianeQuasi nulla è rimasto dei baluardi difensivi della Jadera romana, mentre la città come appare oggi conserva ancora parte delle fortificazioni veneziane erette per difendere la città dalle incursioni dei turchi. Tra il XV secolo e il XVI secolo la Repubblica di Venezia dotò Zara di una possente cinta di mura, che rimase intatta per molti secoli finché in epoca austriaca fu destinata a passeggiata, mentre i bastioni del lato verso il mare vennero demoliti per permettere la costruzione di palazzi con affaccio diretto sulla Riva.
La fortezza esterna, costruita nel 1560 nel sito in cui sorgeva il primo insediamento della città e in epoca romana l'anfiteatro, è oggi destinata a parco pubblico.
Dal 9 luglio 2017 il sistema difensivo di Zara è stato riconosciuto dall'UNESCO quale patrimonio mondiale dell'umanità all'interno del sito transnazionale delle Opere di difesa veneziane tra XVI e XVII secolo: Stato da Terra-Stato da Mar occidentale.
Porta di TerrafermaLa Porta di Terraferma, che è una porta cittadina facente parte del sistema difensivo della città dalmata, fu edificata su un progetto dell'architetto Michele Sanmicheli nel 1537. Essa è considerata il più bel monumento rinascimentale di Zara.
La porta, a tre fornici di ordine dorico, divide il centro storico dalla grande fortezza esterna. Sopra il fornice centrale, all'esterno, è visibile San Grisogono a cavallo e, al di sopra, un possente leone di San Marco, scalpellato da manifestanti jugoslavi ai tempi della questione di Trieste e solo recentemente restaurato grazie ai finanziamenti della Regione Veneto (Legge Beggiato).
La sua edificazione fu voluta dai veneziani quando si resero conto della necessità di potenziare le difese della città per la possibilità di un attacco da parte dell'Impero ottomano. La porta era un tempo munita di un ponte levatoio che sovrastava il fossato posto intorno alle mura. Di tale fossato, parzialmente interrato nel 1875, non rimane che il Porto Piccolo o Fossa (Foša).
Porta MarinaDi minori dimensioni è la Porta Marina (Lučka vrata), situata di fronte al porto e compiuta nel 1573 con materiali di reimpiego. Il lato interno ingloba frammenti di un arco romano fatto innalzare da Melia Anniana in onore del marito Lepicio Basso, mentre sul lato esterno era presente l'immancabile Leone di San Marco (scalpellato anch'esso dagli jugoslavi negli anni cinquanta) mentre si possono ancora notare lo stemma zaratino e una lapide che commemora la vittoria sui Turchi a Lepanto.

### Siti archeologici
Foro romano di ZaraL'area dell'antico foro romano di Jadera si stende fra le chiese di San Donato e Santa Maria e occupa un vasto piazzale irregolare, spianato dai bombardamenti del 1943-1944. Del foro originario, che aveva un'estensione di 90 metri per 45 ed era chiuso su tre lati da un sontuoso portico ornato di statue, non rimangono che pochi avanzi, frammisti a materiali provenienti dalla spoliazione di altri siti. In particolare sono ancora visibili la pavimentazione lastricata del Foro, la scalinata di accesso al portico e le pareti del tabernacolo, nonché l'architrave della porta di Asseria, urne, sarcofagi e iscrizioni varie. Delle due monumentali colonne corinzie (alte 14 metri) che erano poste all'ingresso dello spazio rialzato ove sorgeva il tempio ne rimane una, che fu utilizzata fino al 1840 come colonna infame (sul fusto sono ancora visibili le catene di chi veniva messo alla berlina).
Sulla piazza del Foro si affaccia anche la chiesetta medioevale di Sant'Elia (Sveti Ilija), rimaneggiata in forme barocche nel 1773. La chiesa, che è di rito ortodosso dal 1578, ha un grazioso campanile e conserva al suo interno una preziosa collezione di icone dei secoli XVI-XVIII.

## Società

### Evoluzione demografica
Abitanti censiti (migliaia):

Zara: il campanile e l'abside della chiesa di San Crisogono colpita dai bombardamenti alleati della seconda guerra mondiale. La distruzione totale di Zara, che fu causata da questi bombardamenti, accelerò l'esodo quasi totale dei dalmati italiani di Zara, che all'epoca costituivano la larga maggioranza della popolazione zaratina.

Dal grafico storico si può notare il calo di abitanti dovuto all'esodo giuliano dalmata, che avvenne tra il 1945 e il 1947 e che causò la quasi totale emigrazione dei dalmati italiani di Zara. Questi ultimi furono rimpiazzati da gruppi etnici slavi provenienti da altre parti della Jugoslavia. Si può anche notare il cospicuo incremento demografico registrato a Zara tra gli anni sessanta e novanta.
Zara è la quinta città della Croazia e la seconda della Dalmazia dopo Spalato, con una popolazione di 75 082 abitanti secondo il censimento 2011. Il censimento 2001 riportava 72 718 abitanti, di cui il 93% croati.

### La presenza autoctona di italiani

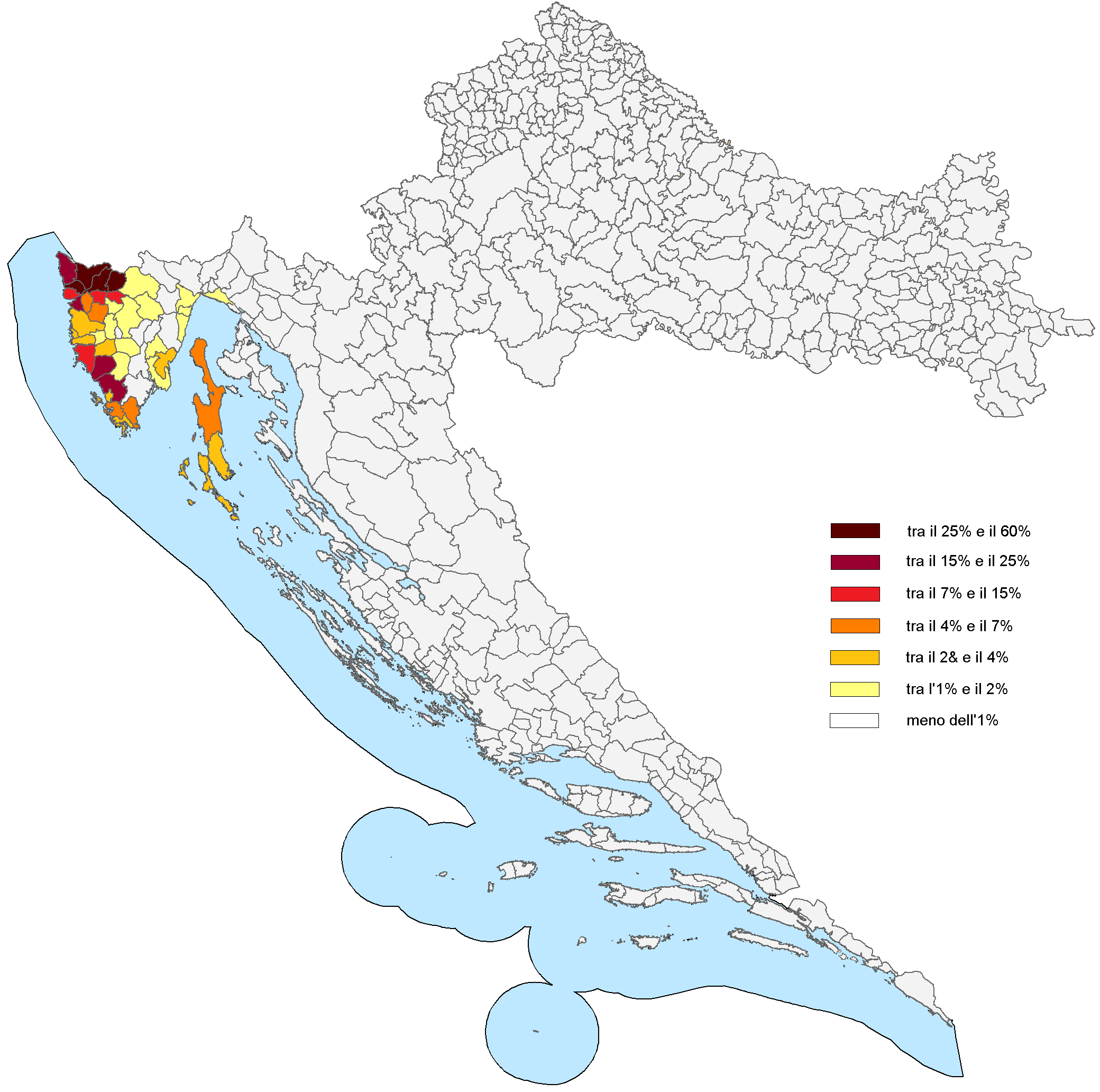
Mappa della Croazia del 2011 indicante i residenti di madrelingua italiana per città e comuni, registrati al censimento ufficiale croato

Secondo il linguista Matteo Bartoli, all'inizio delle guerre napoleoniche (1803), l'italiano era l'idioma parlato come prima lingua da circa il 33% della popolazione dalmata. Secondo il censimento austriaco del 1865 la percentuale dei dalmati italiani raggiungeva il 12,5% del totale nella regione.
La ripartizione linguistica più recente di Zara, stando ai censimenti asburgici, che notoriamente tendevano a sottostimare l'elemento italiano, temendo le rivendicazioni irredentiste, è stata la seguente:
Comune di Zara (comprendente anche frazioni e località del vasto entroterra, prevalentemente slavofono).
- 1890: serbo-croata 19 096 (67,6%), italiana 7672 (27,2%), tedesca 568, altre 180, totale 28 230
- 1900: serbo-croata 21 753 (66,8%), italiana 9234 (28,4%), tedesca 626, altre 181, totale 32 551
- 1910: serbo-croata 23 651 (64,6%), italiana 11 552 (31,6%), tedesca 477, altre 227, stranieri 688, totale 36 595.

Città di Zara
- 1890: serbo-croata 2 652 (23%), italiana 7 423 (64,6%), tedesca 561, altre 164, totale 11 496
- 1900: serbo-croata 2 551 (19,6%), italiana 9 018 (69,3%), tedesca 581, altre 150, totale 13 016
- 1910: serbo-croata 3 532 (25,1%), italiana 9 318 (66,3%), tedesca 397, altre 191, stranieri 618, totale 14 056.

Secondo il censimento del 1921, durante l'appartenenza della città dalmata all'Italia, nel comune di Zara la popolazione era così etnicamente distribuita:
| Paese         | Italiani | Croati | Stranieri |
| ------------- | -------- | ------ | --------- |
| Zara          | 8321     | 0      | 3669      |
| Borgo Erizzo  | 2874     | 0      | 14        |
| Cerno Malpaga | 41       | 533    | 22        |
| Stani         | 328      | 0      | 0         |
| Barcagno      | 397      | 0      | 30        |
| Boccagnazzo   | 85       | 580    | 0         |
| Punta Amica   | 29       | 142    | 0         |

Quindi il 70,76% della popolazione era italiana, il 7,35% croata mentre la restante parte era straniera. La presenza italiana si è molto ridotta dopo la seconda guerra mondiale, con il passaggio di Zara alla Jugoslavia, in seguito all'esodo giuliano dalmata.
Oggi, secondo il censimento ufficiale croato del 2021, la locale comunità di madrelingua italiana è composta da 63 zaratini, pari allo 0,09% della popolazione che costituiscono la Comunità degli Italiani di Zara, sorta nel 1991.

### Lingue e dialetti

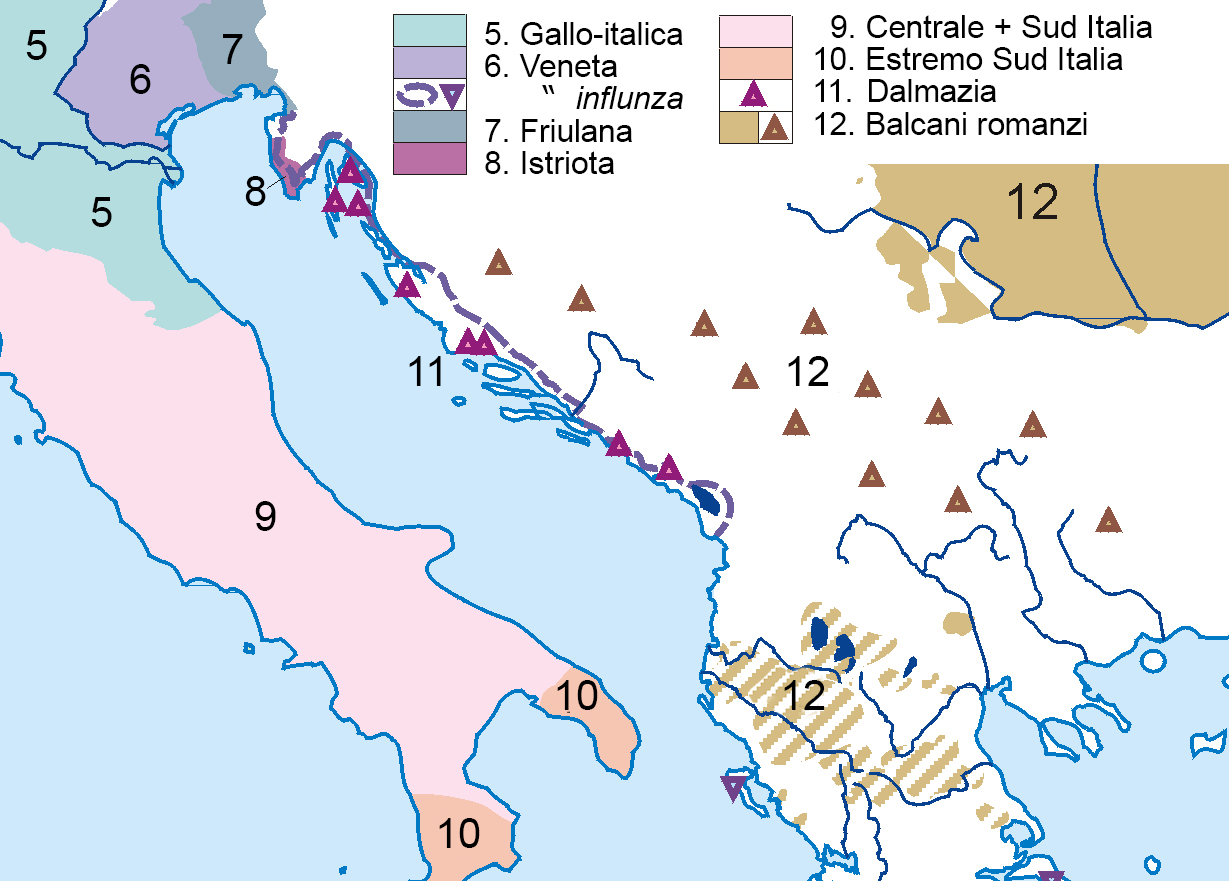
Lingue romanze in Dalmazia nel XIV secolo. I triangoli viola indicano le isole linguistiche dove si parlava ancora diffusamente la lingua dalmatica, una delle quali era presente a Zara.

A partire dal XIV secolo a Zara cominciò una produzione letteraria in volgare italiano e, successivamente (XV e XVI secolo), anche nel locale volgare slavo. Queste ultime opere vernacolari sono fra le prime a essere state composte in illirico (come veniva allora definito il serbocroato) e sono oggi celebrate dai croati come i primi esempi della loro letteratura.
Un tempo a Zara era diffusa la lingua dalmatica, lingua romanza (o, secondo alcuni studiosi, un gruppo di lingue romanze) parlata un tempo lungo le coste della Dalmazia, dal golfo del Quarnaro ad Antivari.
La lingua dalmatica è stata suddivisa tradizionalmente in due varianti principali, determinate in base soprattutto alla documentazione storica disponibile: il dalmatico settentrionale o veglioto, così chiamato perché proprio dell'isola di Veglia e parlato anche a Zara, e il dalmatico meridionale o raguseo, per il quale esistono attestazioni antiche relative a documenti e memorie della Repubblica di Ragusa. La prima si è estinta nel 1898, mentre la seconda variante nel XV secolo.
Fra gli autori di Zara espressione dell'illirismo si ricordano le opere di Girolamo Vidolich (Jerolim Vidulic), Pietro Albis (Petar Zoranic, che scrisse il primo romanzo illirico, "Montagne"), Bernardo Karnarutich (Brne Krnarutic), Giorgio Baracovich (Juraj Barakovic) e Simone Budineo (Šime Budinić). Come tutti i dalmati eruditi, tali scrittori scrissero anche in lingua italiana.
Secondo il censimento del 2011, la ripartizione tra le lingue madri parlate a Zara è la seguente:
| %      | Ripartizione linguistica (gruppi principali) |
| ------ | -------------------------------------------- |
| 0,21%  | madrelingua bosniaca                         |
| 97,53% | madrelingua croata                           |
| 0,13%  | madrelingua italiana                         |
| 0,20%  | madrelingua slovena                          |
| 0,66%  | madrelingua albanese                         |
| 0,33%  | madrelingua serba                            |

## Cultura

### Istruzione

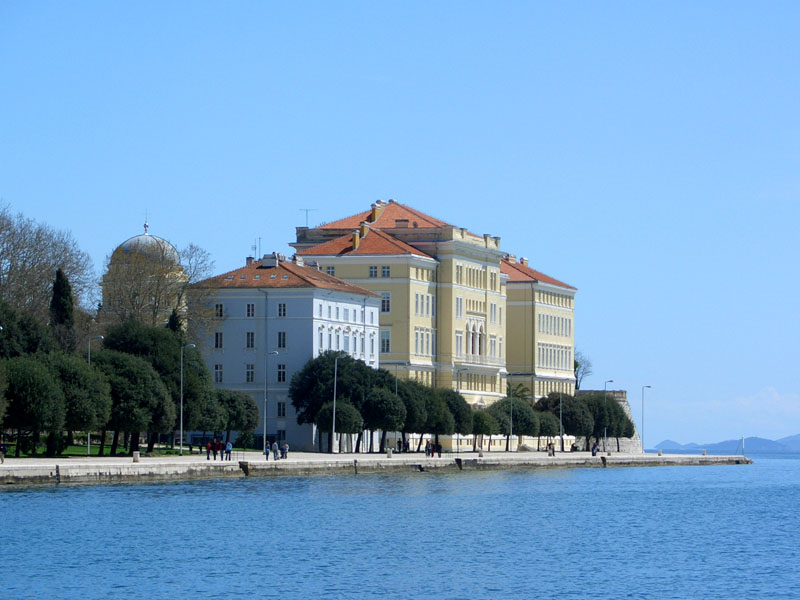
Lungomare con l'edificio che ospita l'Università di Zara

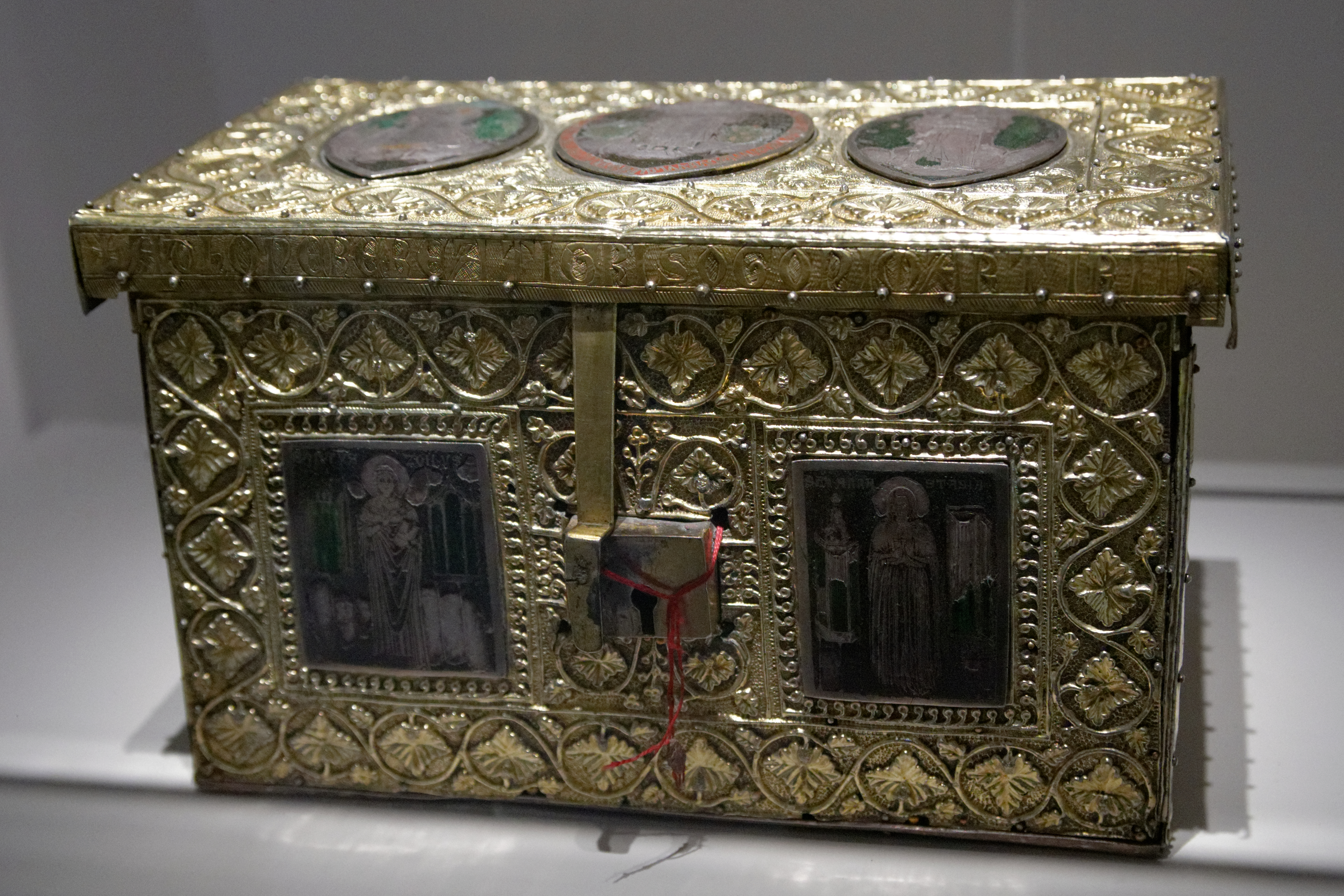
Un reperto conservato nello spazio museale "Oro e argento di Zara"

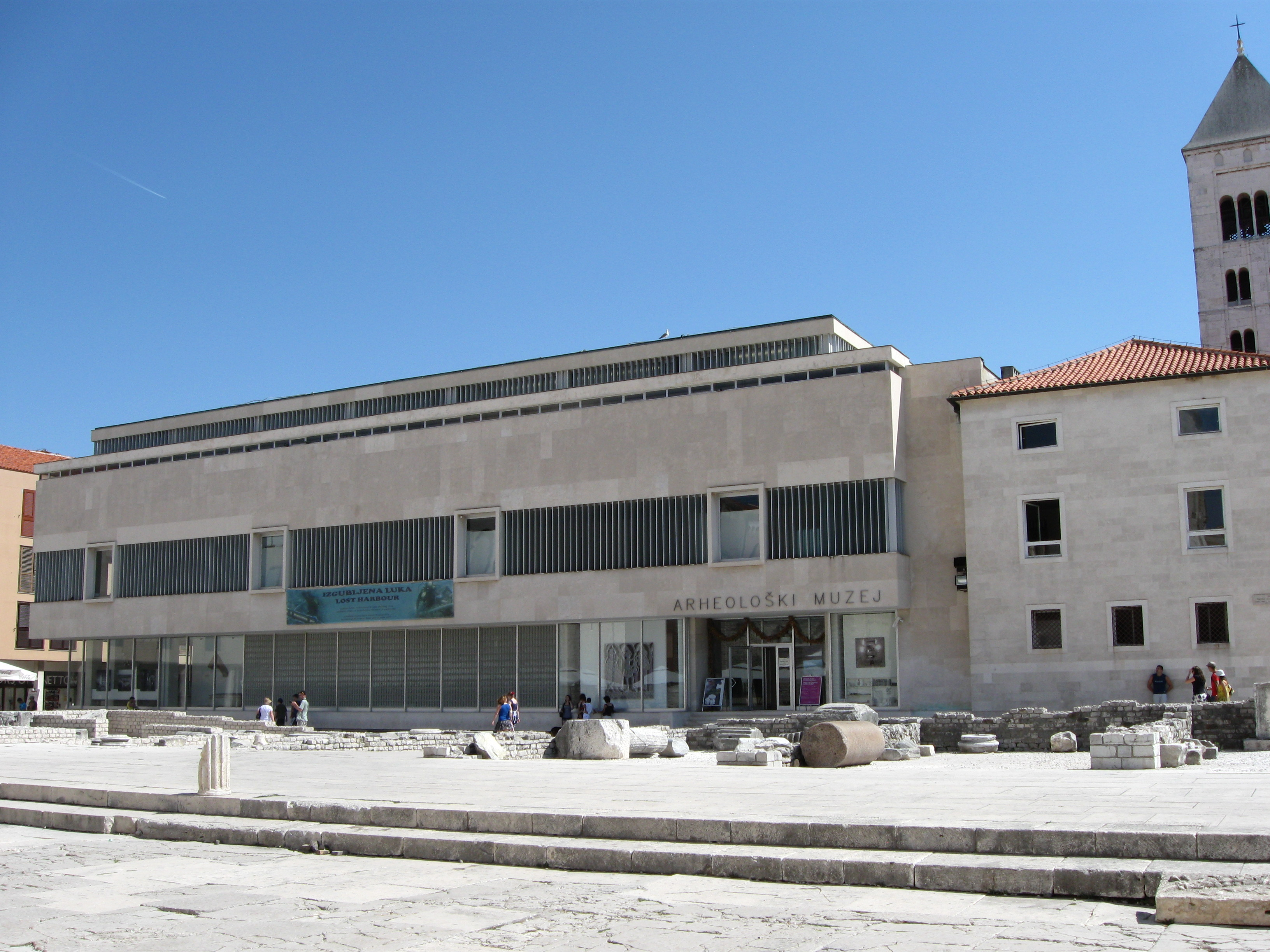
Il Museo Archeologico di Zara

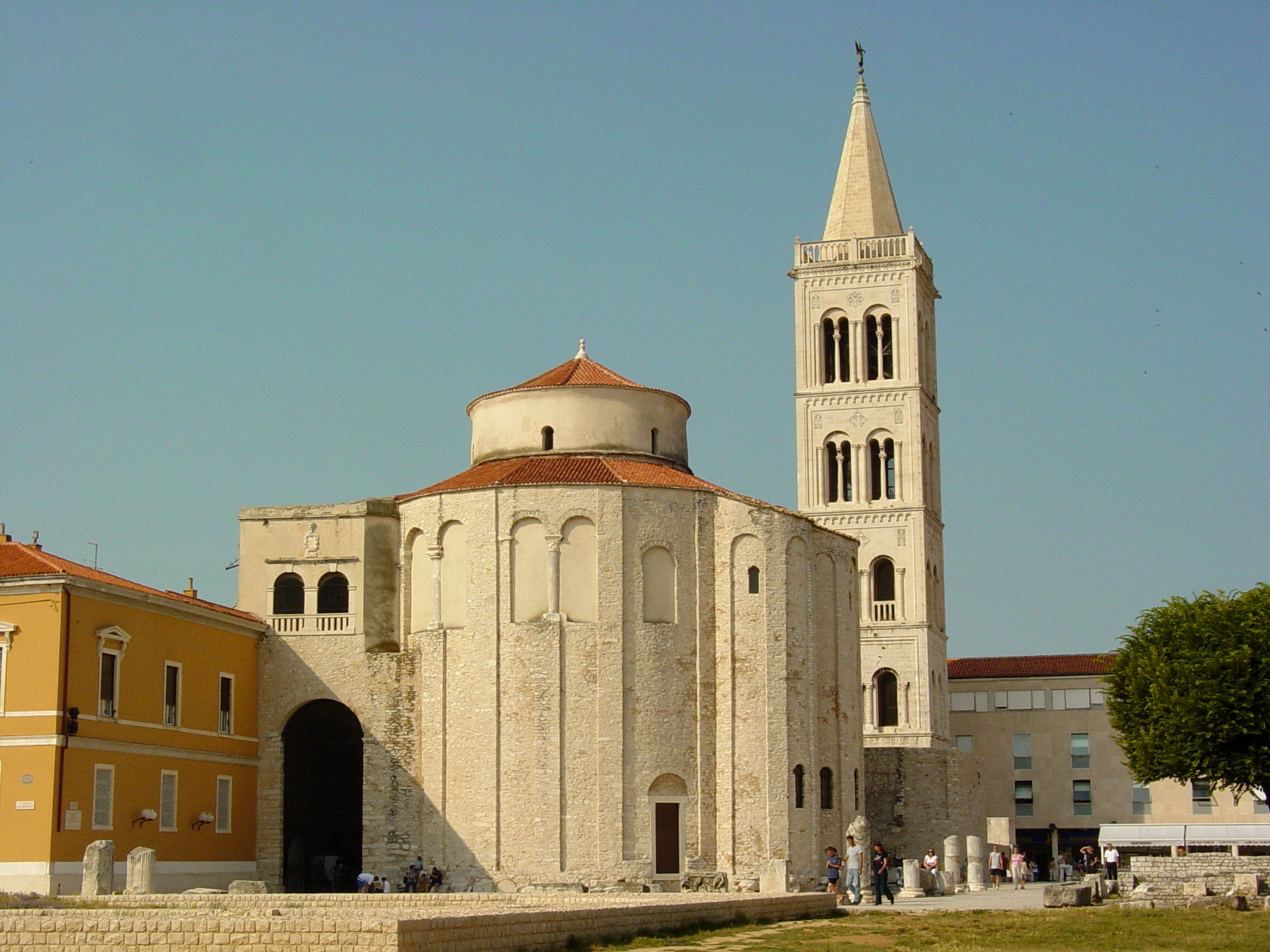
La chiesa di San Donato, che risale al IX secolo. Ospita il Festival di San Donato

A Zara ci sono nove scuole di istruzione primaria e sedici plessi scolastici di istruzione secondaria, inclusi sei ginnasi. L'università di Zara è stata fondata da frati domenicani nel 1396 con il nome latino di Universitas Iadertina. Era sostanzialmente un seminario teologico e fu il primo istituto di studi superiori fondato in Croazia.
Nel 1807, in piena epoca napoleonica, cessò le attività accademiche. Nel 1956 l'università di Zagabria, la seconda università più antica della Croazia, istituì a Zara un distaccamento operante sulle facoltà artistiche. Queste facoltà passarono poi all'università di Spalato divenendo nel 2003 un'università totalmente indipendente. La moderna università di Zara comprende 25 dipartimenti e circa 6 000 studenti.

### Musei
- Museo archeologico di Zara (Arheološki muzej Zadar)
- Museo nazionale di Zara (Narodni muzej)
- Museo del vetro antico (Muzej antičkoga stakla)
- Oro e argento di Zara (Zlato i srebro grada Zadra)
- Museo etnografico di Zara (Etnografski muzej Zadar)
- Museo marittimo di Zara (Pomorski muzej Zadar)

### Media
A Zara sono presenti i quotidiani Zadarski list e Narodni list nonché il settimanale politico Hrvatski tjednik. Nella città dalmata ha anche sede l'emittente radiofonica Antena Zadar.

### Teatro
- Teatro nazionale croato di Zara (Hrvatsko narodno kazalište u Zadru)
- Teatro delle marionette (Kazalište lutaka)

### Cucina

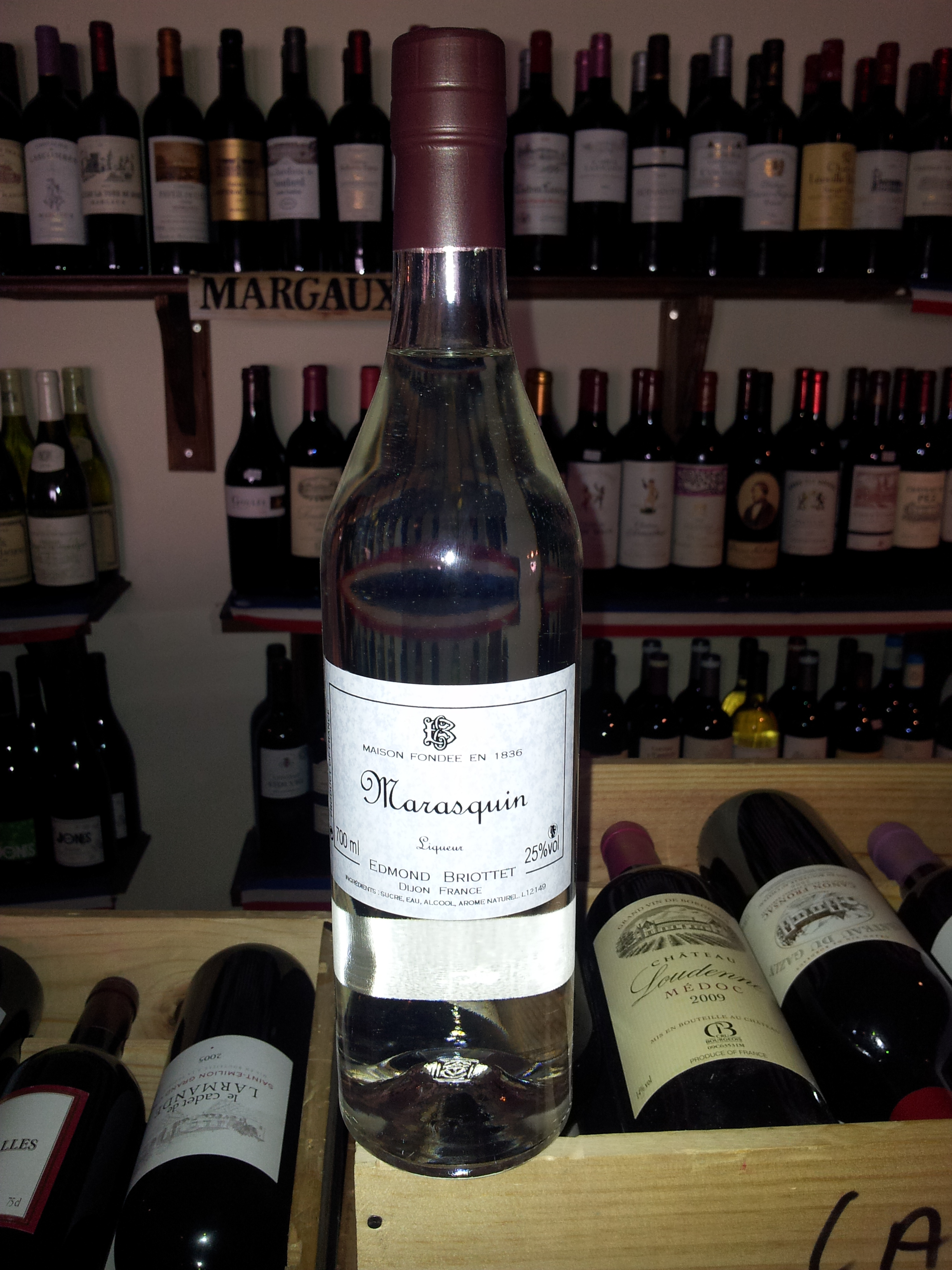
Etichetta risalente al XIX secolo scritta in francese del maraschino di Zara

Della città dalmata è originario il maraschino di Zara, liquore dolce e incolore a base di un tipo particolare di ciliegia, il Prunus cerasus var. marasca (conosciuto anche come marasco), avente un contenuto alcolico del 30% circa, e tradizionalmente commercializzato in tipiche bottiglie impagliate a mano.
La produzione del "rosolio maraschino" ebbe inizio a Zara, nella Dalmazia veneta, fin dal Medioevo. La più antica ricetta fino a oggi pervenuta, risalente al XVI secolo, la si deve ai farmacisti di un monastero domenicano della città.
La prima produzione industriale di maraschino venne avviata nel 1759 da Francesco Drioli (Fabbrica di Maraschino Drioli). Successivamente, nel 1821, il console del Regno di Sardegna a Zara, il patrizio genovese Girolamo Luxardo, aprì l'omonima distilleria, ottenendo otto anni dopo il privilegio imperiale. Nel giro di breve tempo il maraschino di Zara si guadagnò una notevole fama e, grazie all'intraprendenza dei produttori, divenne il primo prodotto dalmata a essere esportato oltreoceano.

### Eventi
- Festival di San Donato (Glazbene večeri u Sv. Donatu)
- Forum culturale di Zara (Zadarski kulturni forum)
- I sogni di Zara (Zadar snova: è un festival incentrato sul teatro e sulle arti performative)
- Teatro estivo di Zara (Zadarsko kazališno ljeto)
- Forum del cinema di Zara - (Film forum Zadar)
- Zadarfest (incentrato sulla musica)

## Geografia antropica

### Suddivisioni amministrative

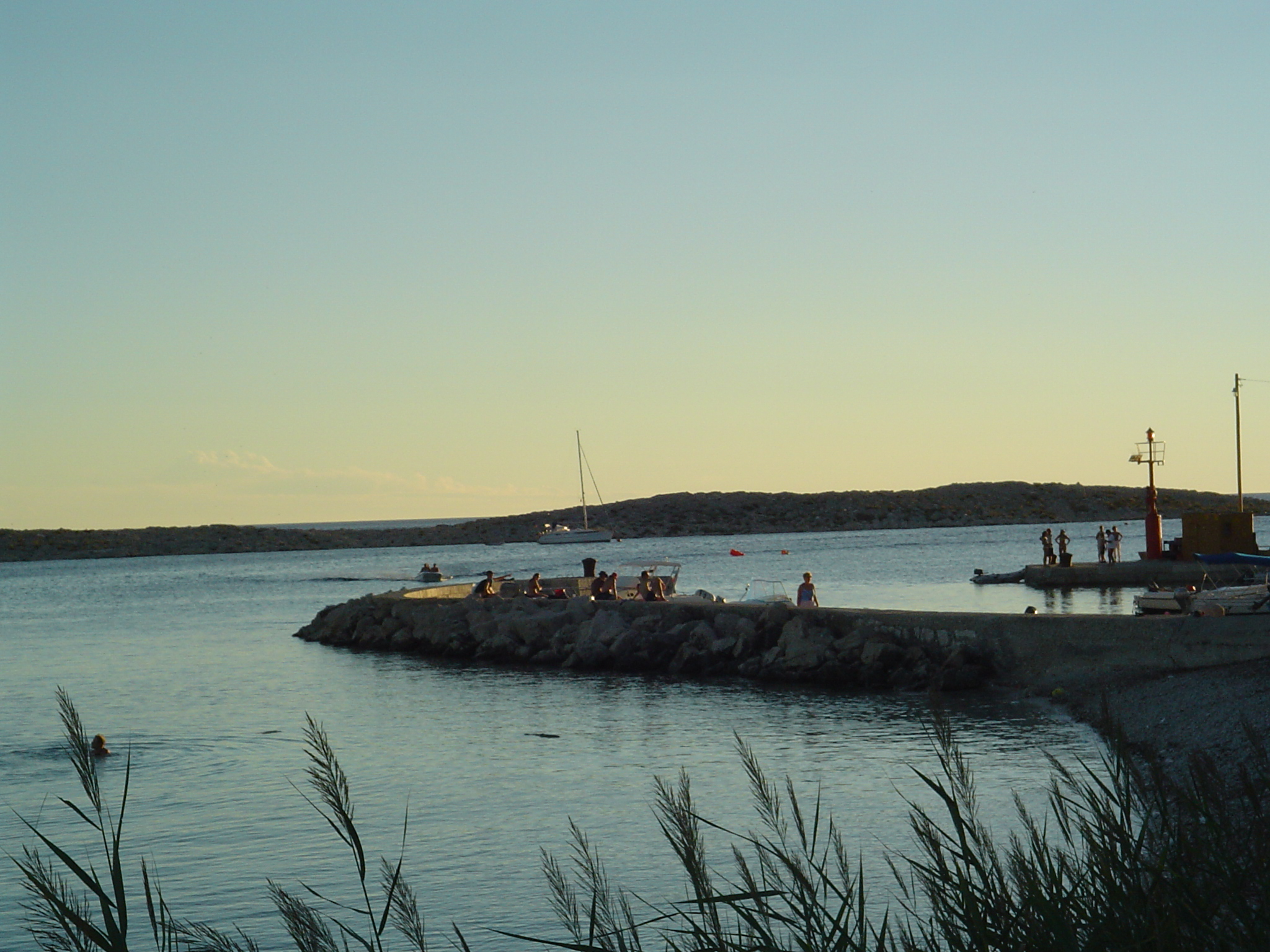
Il porticciolo situato sul lato sud-ovest dell'isola di Premuda

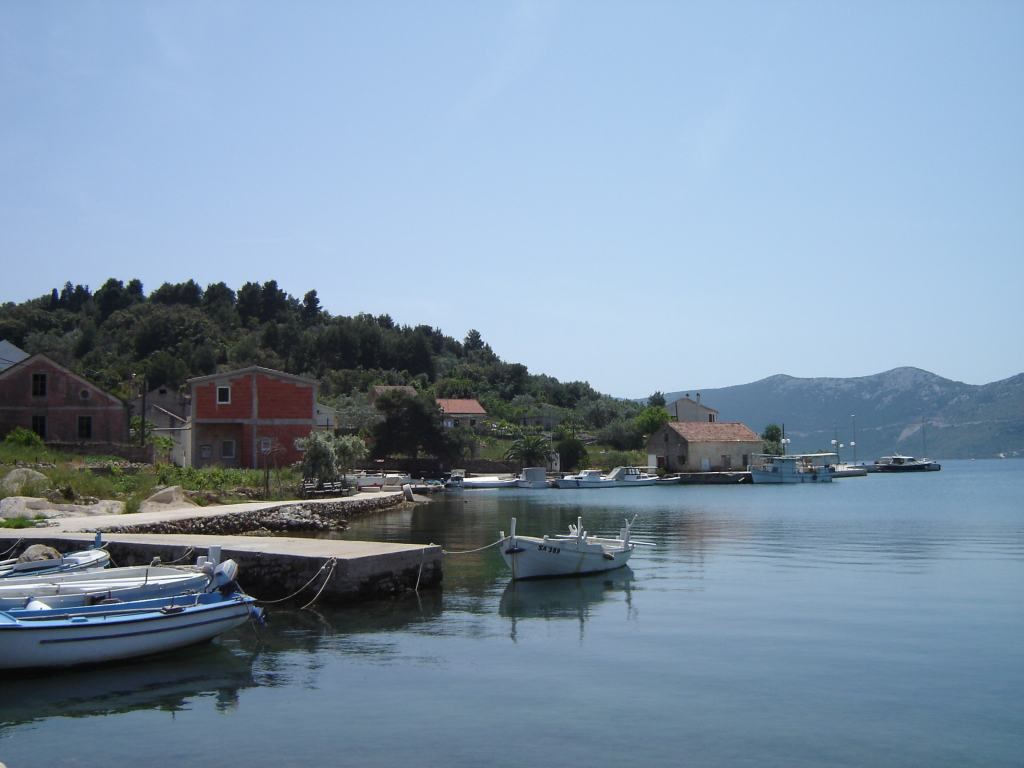
Scorcio dell'isola di Rava

Il Comune di Zara è suddiviso in quindici insediamenti (naselja), incluse anche diverse isole antistanti la città (tra parentesi il nome in lingua italiana, a volte desueto):
- Babindub (Santa Maria della Rovere)
- Brgulje (Berguglie[52])
- Ist (Isto[52])
- Kožino (Càproli o Còsino)
- Mali Iž (Eso piccolo)
- Molat (Melada[52])
- Olib (Ulbo[52])
- Petrčane (Peterzane o Porto Schiavina[2])
- Premuda
- Rava
- Silba (Selve[52])
- Škarda (Scarda)
- Veli Iž (Eso grande[2])
- Zadar (Zara), sede civica e comunale
- Zapuntel (Zapuntello).

La città di Zara è inoltre costituita da 36 circoscrizioni o "comitati locali":
- Arbanasi (Borgo Erizzo)
- Bili Brig (Belvedere)
- Bokanjac (Boccagnazzo)
- Brgulje (Berguglie)
- Brodarica (Valdimaistro-Cabrona)
- Crno (Cerno o Valnera)
- Crvene Kuće (Caserosse)
- Diklo (Diclo o Dìcolo )
- Dračevac (Malpaga)
- Gaženica (Porto Nuovo)
- Ist (Isto)
- Jazine I (Val dei Ghisi I)
- Jazine II (Val dei Ghisi II)
- Kožino (Cosino)
- Mala Rava (Rava Minore)
- Mali Iž (Eso Piccolo)
- Mali Iž – Porovac (Eso Piccolo - La Banda)
- Maslina (Oliveto-Flaveico)
- Molat (Melada)
- Novi Bokanjac (Boccagnazzo Nuovo)
- Ploča (Le Piastre [Plocce])
- Olib (Ulbo)
- Petrčane (Peterzane o Porto Schiavina)
- Poluotok (Riva)
- Smiljevac (Pozzaio)
- Premuda (Premuda)
- Puntamika (Puntamica)
- Ričina (Fiume del Cimitero)
- Silba (Selve)
- Stanovi (Casali Maggiori)
- Vela Rava (Rava Maggiore)
- Veli Iž (Eso Grande)
- Vidikovac (Due Torrette)
- Višnjik (San Giovanni)
- Voštarnica (Cerarìa-Barcagno)
- Zapuntel (Zapuntello)

## Economia
Zara fino alla dissoluzione della Jugoslavia era una delle città economicamente più sviluppate della costa dalmata, primato che tuttora conserva, vista la presenza di fabbriche di svariati rami industriali. Questa versatilità ha consentito a Zara di riprendersi relativamente rapidamente dopo la guerra, crescita rafforzata dalla costruzione dell'autostrada Zagabria - Spalato e dalla realizzazione del nuovo porto. Questo porto, adibito al traffico turistico e a quello merci, offre un collegamento diretto tra l'Italia, la Croazia e il resto dell'Europa centrale. Il porto di Zara è diventato uno dei porti più trafficati della Croazia con una costante tendenza di crescita.

## Infrastrutture e trasporti

### Strade

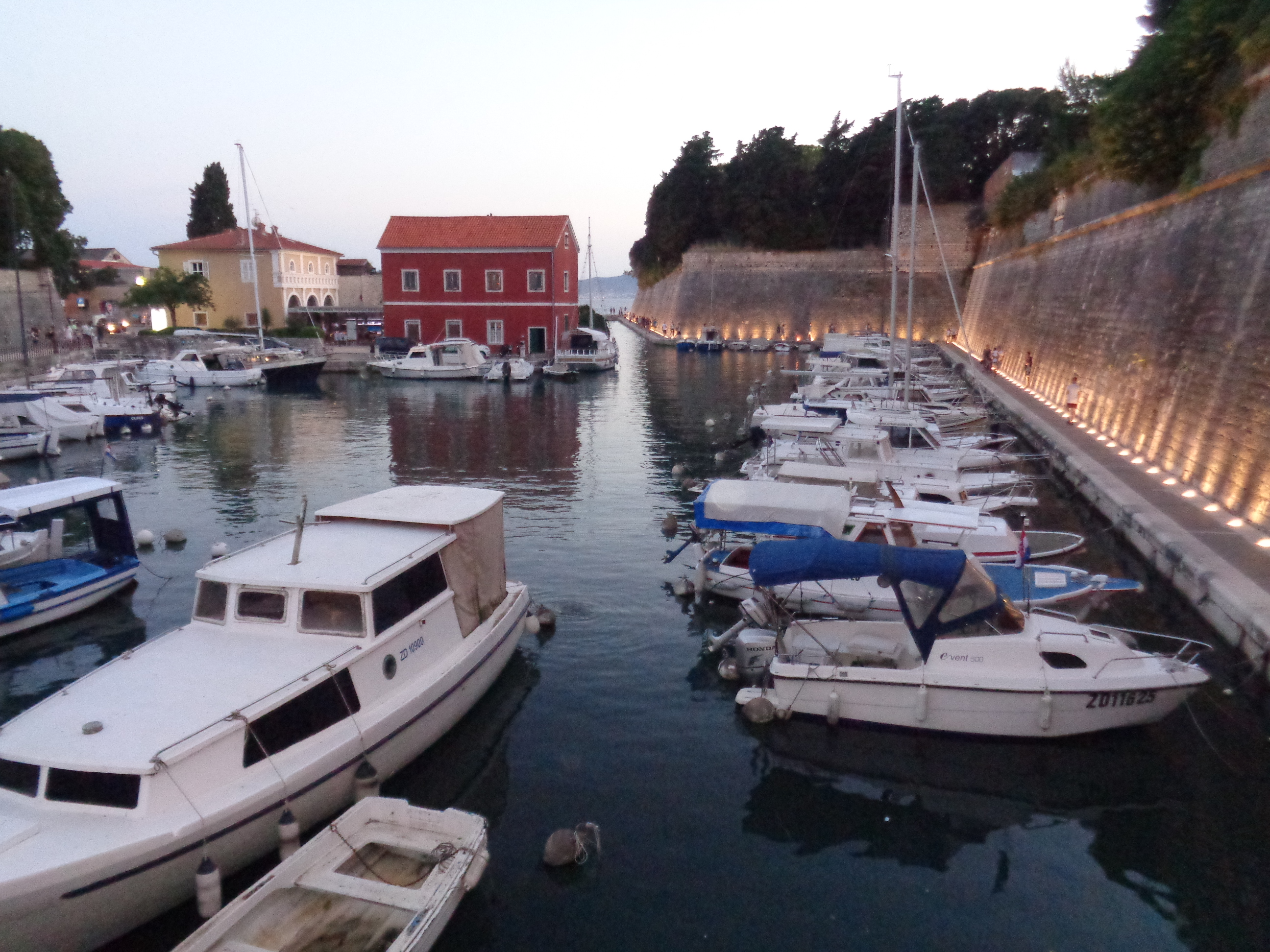
Scorcio di una delle baie artificiali del porto di Zara

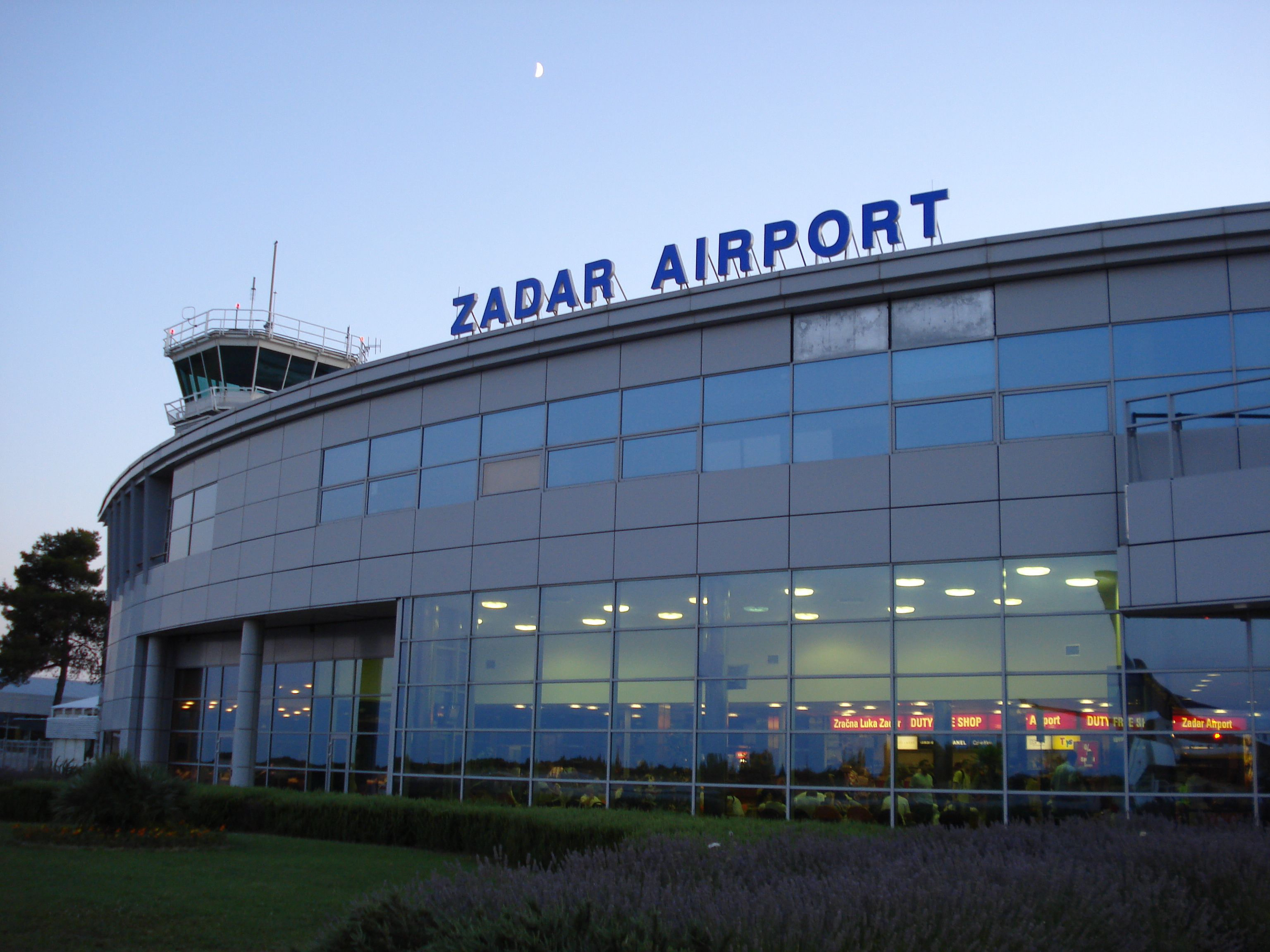
L'aeroporto internazionale di Zara

Nel corso del XX secolo il trasporto di via terra è diventato sempre più importante di quello marittimo, un tempo predominante. Zara è attraversata dalla Strada Maestra Adriatica, arteria stradale che costeggia buona parte della costa orientale del mare Adriatico, appartenente alla strada europea E65. Nei pressi della città dalmata è presente l'autostrada Zagabria - Spalato, che è stata terminata nel 2005.

### Ferrovie
Zara è uno dei capolinea della ferrovia Tenin-Zara, linea ferrata della Croazia che collega il nodo ferroviario di Tenin a Zara. La costruzione di una ferrovia per Zara, all'epoca capitale del Regno di Dalmazia, fu incominciata dall'Impero austro-ungarico, ma presto interrotta per lo scoppio della prima guerra mondiale e la successiva annessione della città all'Italia. La costruzione ebbe inizio infine dopo la seconda guerra mondiale, con il passaggio dell'intera Dalmazia alla Jugoslavia, e la linea venne attivata nel 1967. Attualmente la linea è interessata solamente dal traffico merci, mentre il servizio passeggeri è espletato da autoservizi sostitutivi.

### Porti
Le navi collegano anche Zara con le isole del suo arcipelago da due porti serviti da traghetti: uno situato nel centro della città verso cui possono ormeggiare anche i catamarani e l'altro situato nel sobborgo di Porto Nuovo (Gaženica), che serve traghetti e piccole navi utilizzate su lunghe distanze.

### Aeroporti
L'aeroporto internazionale di Zara si trova a Zemonico nel comune di Zemonico, a 8 km dalla stazione ferroviaria della città di Zara. Presso l'aeroporto vi è anche la sede della scuola di volo della compagnia aerea tedesca Lufthansa. È accessibile tramite una superstrada. L'aeroporto sta vivendo un costante aumento del traffico passeggeri che si attesta intorno al 30%. Ciò è dovuto principalmente agli arrivi di vettori lowcost (Ryanair, Germanwings, InterSky, JobAir, ecc.) che collegano Zara da fine marzo a ottobre con oltre venti città in tutta Europa.

## Amministrazione

### Gemellaggi
Zara è gemellata con:
- Dundee;
- Reggio Emilia;
- Romans-sur-Isère;
- Fürstenfeldbruck;
- Székesfehérvár;
- Padova;
- Iquique;
- Banská Bystrica;
- Milwaukee.

## Sport

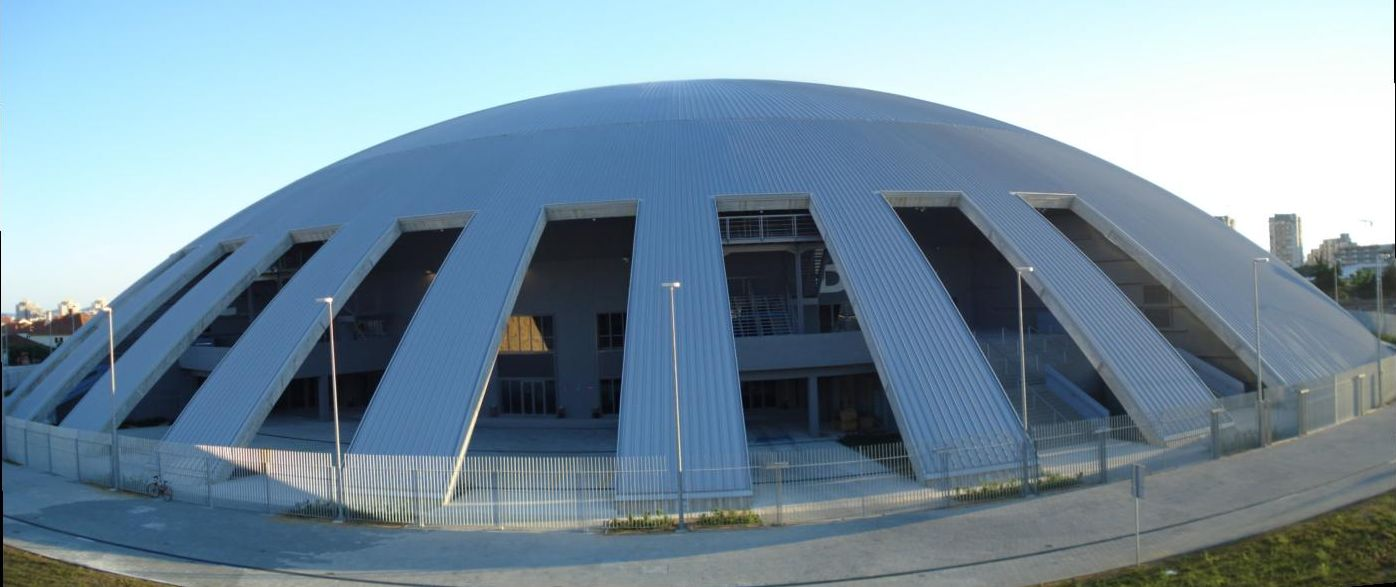
L'Arena Krešimir Ćosić

Il KK Zadar è il principale club cestistico cittadino, pluricampione di Jugoslavia e di Croazia, tuttora una delle più forti compagini della Lega cestistica croata. Il club nasce nel 1945. Nei primi anni la squadra fu allenata tra gli altri da Enzo Sovitti, Đorđo Zdrilić, Vladimir Đurović. Il club ha raggiunto le semifinali di Coppa Korac nel 1982 e nel 1986. Il successo più importante del club è stata la conquista della ABA Liga 2002-2003, battendo in finale gli israeliani del Maccabi Tel-Aviv.
Il NK Zadar è il principale club calcistico cittadino, e ha militato per diversi anni nella PRVA NHL, il massimo campionato croato, fino alla stagione 2014/2015, nella quale si classificò all'ultimo posto, retrocedendo nella 2HNL (dal 2022 Prva NL), il secondo campionato. Già nella stagione successiva (2015/2016) avvenne la retrocessione al campionato regionale 3HNL-Jug a causa dell'ultimo posto ottenuto in campionato. Il club rimarrà nel campionato regionale per gli anni successivi, ad eccezione per un breve ritorno alla seconda serie durante la stagione 2018/2019, anche a causa di una situazione finanziaria precaria. Da notare che dalla stagione 2022/2023 il calcio croato modificò i campionati inferiori: la 2HNL venne rinominata 1NL (Prva Nogometna Liga) e venne creato un nuovo campionato unitario, la 2 NL, di rango immediatamente inferiore. Dunque la 3NL-Jug in cui milita il NK Zadar attualmente, dal 2022 rappresenta la quarta classe del calcio croato, non più la terza. Ovvero, il club, pur non retrocedendo, fallendo la promozione alla nuova 2NL unitaria, dal 2022 è sceso comunque di rango, rendendo ancor più complesso un ritorno alla massima serie calcistica croata. Fondato nel 1945 durante gli anni della Repubblica Socialista Federale di Jugoslavia il club non raggiunse risultati sportivi di particolare rilevanza. Gioca le partite casalinghe allo Stadio Stanovi.
Tra gli atleti di fama internazionale nativi di Zara sono degni di nota il giocatore di pallamano Ivan Ninčević e il calciatore Luka Modrić. Tra gli impianti sportivi degni di nota si può citare invece l'Arena Krešimir Ćosić (Dvorana Krešimira Ćosića), arena polivalente completata nel maggio 2008. Il 3 ottobre dello stesso anno venne intitolata al campione Krešimir Ćosić, che con la maglia dello Zara aveva conquistato cinque campionati jugoslavi di pallacanestro. Lo Stadio Stanovi, impianto utilizzato dal già citato club calcistico NK Zadar, ha una capacità di 5 860 spettatori ed è stato completato durante gli VIII Giochi del Mediterraneo, che si sono svolti a Spalato dal 15 al 29 settembre 1979.